# Jusepe de Ribera

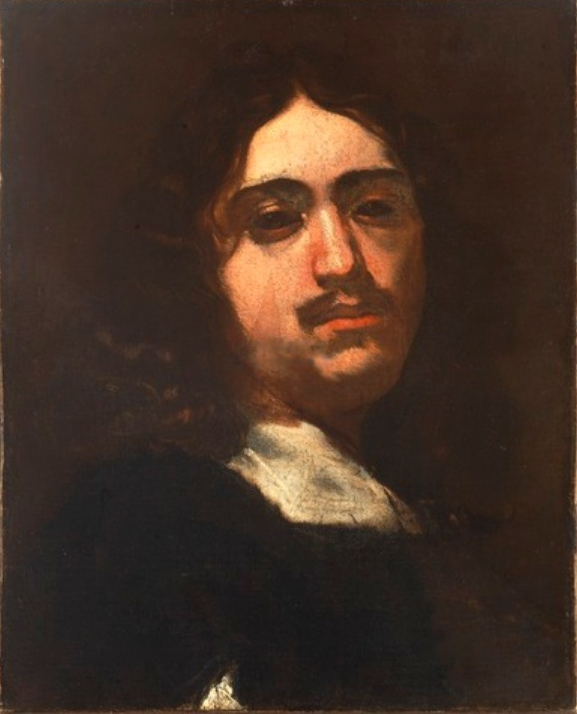
Selbstporträt, um 1630

Jusepe de Ribera (Taufname: Juan Jusepe de Ribera; in Spanisch auch: José de Ribera; * 12. Januar 1591 in Xàtiva, Provinz Valencia; † 2. September 1652 in Neapel) war ein aus Spanien stammender Maler, der im Neapel der Barockzeit tätig war. Wegen seiner Herkunft wurde er auch italienisch „lo Spagnoletto“ („der kleine Spanier“) genannt. Sein naturalistischer Stil beeinflusste die Entwicklung eines erneuerten Malstils in Neapel, dessen Vertreter wie Ribera und seine Schüler sowie Maler aus anderen Werkstätten der Stadt als Neapolitanische Schule zusammengefasst werden.

## Leben
Er wurde als Sohn des Schusters Simon de Ribera und der Margarita Cucó geboren und am 17. Februar 1591 in der Gemeinde Santa Tecla in Játiva auf die Namen Juan Jusepe getauft; seine Gemälde signierte er später mit „Jusepe de Ribera“, manchmal mit Zusätzen wie „español“, oder lateinisch „hispanus“ (Spanier), „valentinus“ (aus Valencia) oder „setabensis“ (aus Játiva), und gelegentlich auch „academicus romanus“ (Mitglied der römischen Akademie).

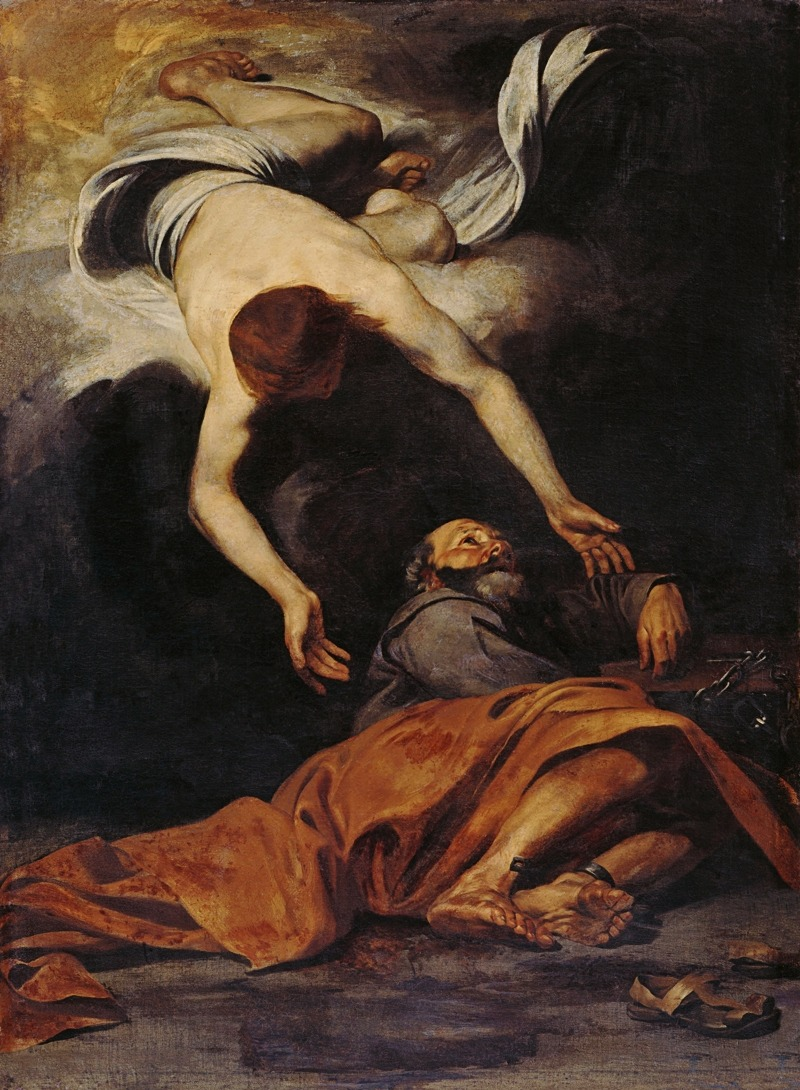
Befreiung des hl. Petrus durch den Engel, 1613, Öl auf Leinwand, Galleria Borghese, Rom

Nach seinen frühen Biografen lernte Ribera zunächst bei Francesc Ribalta in Valencia,
was aber bisher nicht nachgewiesen ist und von manchen moderneren Autoren angezweifelt wird.
Zu einem nicht genau bekannten Zeitpunkt ging er nach Italien. Dort ist er zum ersten Mal 1611 in Parma nachgewiesen, wo er Werke von Correggio gesehen haben muss. Im Auftrag von Mario Farnese malte er einen Heiligen Martin für die Kirche San Prospero, für den der erst 20-jährige Künstler bereits hochgerühmt und gefeiert wurde, der aber nur durch Kopien bekannt ist. Vermutet wird auch ein Aufenthalt in Venedig und eine Auseinandersetzung mit der venezianischen Tradition nach Tizian, was aus stilistischen Gründen sehr naheliegend, aber nicht dokumentiert ist.
Spätestens 1613 war er in Rom und ist bei der Accademia di San Luca eingetragen; 1615–16 wohnte er, zusammen mit seinen Brüdern Juan und Jerónimo und anderen jungen Spaniern, in der Via Margutta im Hause eines Flamen.
In Rom studierte Ribera die Werke von Raffael, Michelangelo, Annibale Carracci und Guido Reni; vor allem aber kam er in Kontakt mit dem Naturalismus von Caravaggio und seiner frühen Nachfolger, darunter auch Maler aus den Niederlanden, Flandern und Frankreich. Selbst im an künstlerischen Talenten nicht gerade armen Rom fiel Jusepe de Ribera durch seine hohe Begabung und sein Können auf, und wurde schon 1618 von Ludovico Carracci in einem Brief und 1620 von Giulio Mancini in seinen Künstlerbiografien lobend erwähnt. Laut Mancini waren Riberas Sitten zu dieser Zeit allerdings „ein bisschen liederlich“ (un po licenciosetto), und – ausgerechnet im Zentrum der katholischen Kirche – habe er manchmal vergessen zur Beichte zu gehen.
Zu Riberas römischem Frühwerk gehört eine Serie der fünf Sinne, von denen vier erhalten sind (Sehen, Museo Franz Mayer, Mexiko; Riechen, Collección Abelló, Madrid; Fühlen, Norton Simon Foundation, Pasadena; Schmecken, Wadsworth Atheneum, Hartford), und die er ungewöhnlicherweise und mit einer Prise Ironie, in typisch naturalistischer Manier, völlig ungeschönt, als fünf einfache, teilweise bettelarme Männer darstellte.

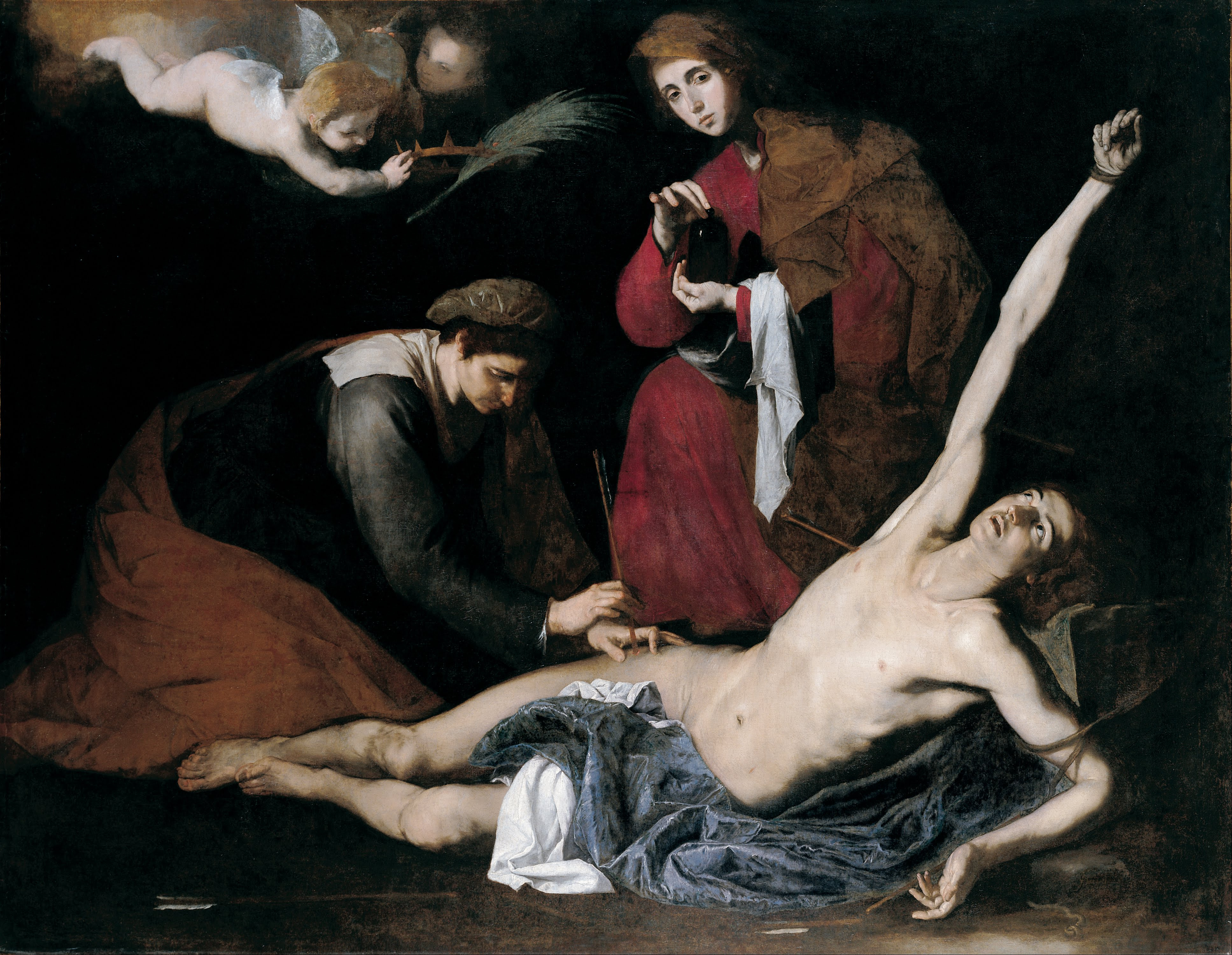
Der hl. Sebastian kuriert von heiligen Frauen, 1621, Öl auf Leinwand, 231 × 180 cm, Museo de Bellas Artes, Bilbao

Ab August 1616 bis zu seinem Lebensende wurde das seinerzeit unter spanischer Herrschaft stehende Neapel Riberas neue Heimat. Dort heiratete er Ende des Jahres die 15-jährige Tochter Caterina des Malers Giovan Bernardino Azzolino. Das Paar bekam erst 11 Jahre später den ersten gemeinsamen Sohn Antonio Simone, denen bis 1636 fünf weitere Kinder folgten.
Ein Gemälde des heiligen Bartholomäus soll ihm gleich zu Anfang die Gunst des Herzogs von Osuna, des Vizekönigs zu Neapel, eingebracht haben, und da Ribera Spanier war, stieg er schnell zum Hofmaler auf. Auch bei allen folgenden Vizekönigen stand Ribera in der Gunst. Die Herzogin von Osuna gab bei ihm 1618 eine Beweinung Christi am Kreuz (Calvario) in Auftrag, die sie zusammen mit anderen Werken Riberas später der Gemeindekirche von Osuna zum Geschenk machte (heute: Museo Parroquial). Mittlerweile verbreitete sich sein Ruf auch außerhalb Neapels und noch im selben Jahr erhielt Ribera einen ersten Auftrag von Cosimo II. de’ Medici, dem Großherzog der Toskana.
Zu den ersten neapolitanischen Werken Riberas, die zwischen 1616 und 1625 entstanden, gehört eine Serie von Aposteln für das Kloster der Girolamini, eine Grablegung Christi in der National Gallery (London) und der Hl. Sebastian von Frauen kuriert (1621, Museo de Bellas Artes, Bilbao).
Ein bedeutender Mäzen Riberas war außerdem Marcantonio Doria aus Genua, durch dessen Vermittlung er auch einige Gemälde für die neapolitanische Kirche Trinità delle Monache schuf, unter anderem den Hl. Hieronymus mit dem Engel des Gerichts (1626) und die sogenannte Trinitas terrestris mit Heiligen (1630), die sich heute beide im Museo di Capodimonte befinden.

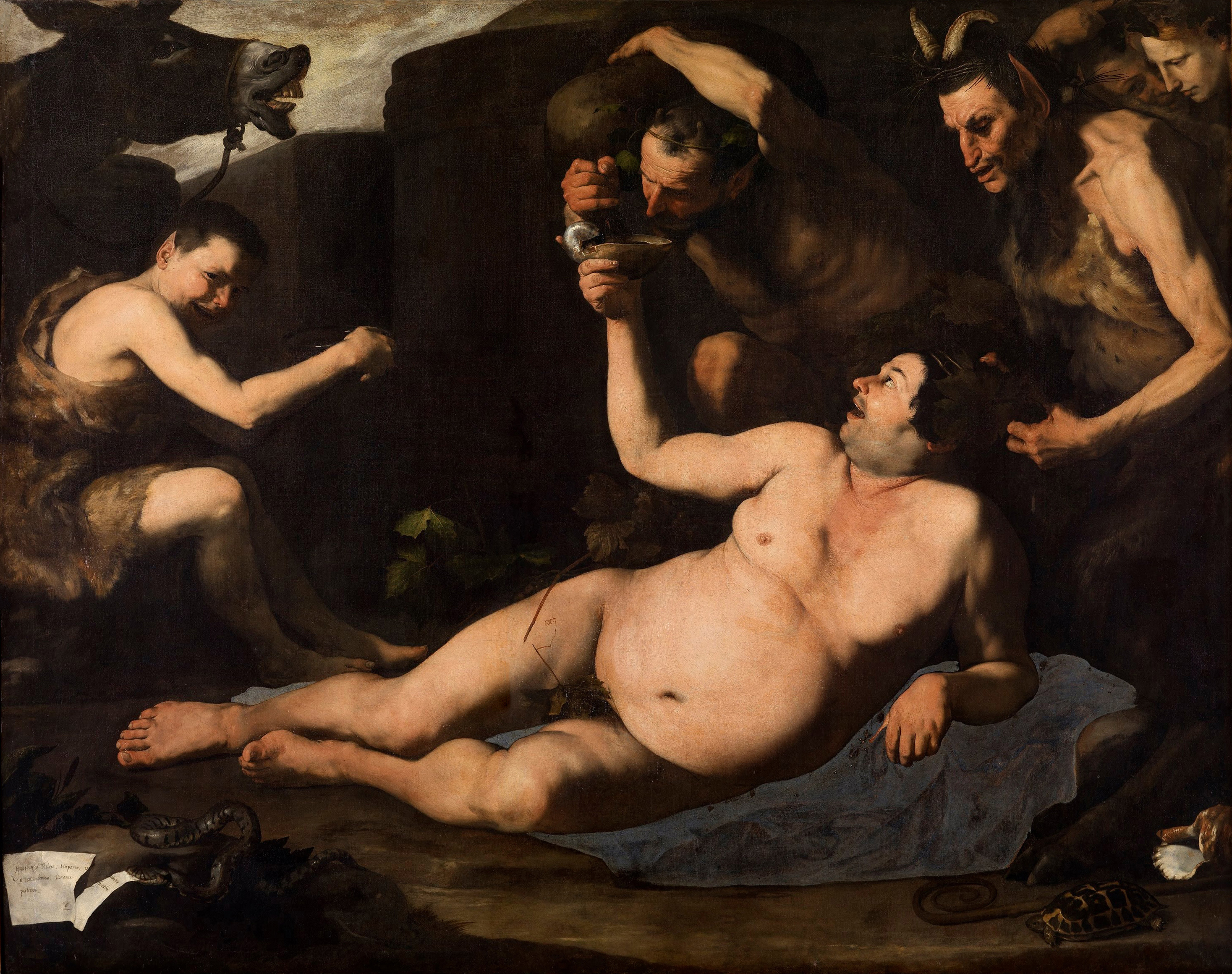
Der betrunkene Silen, 1626, Öl auf Leinwand, 185 × 229 cm, Museo di Capodimonte, Neapel

Zur Steigerung seines Ruhms trug ab den 1620er Jahren auch eine Tätigkeit als Kupferstecher bei, wodurch er einige seiner Kompositionen im Druck verbreitete.
1626 begab er sich vorübergehend nach Rom, wo ihm der Papst den Christusorden verlieh. Aus demselben Jahr stammt die berühmte, humorvolle Darstellung des dicken Betrunkenen Silens, die nach dem Tode des Malers im Jahr 1653 vom bekannten flämischen Kunstsammler Gaspar Roomer erworben wurde (heute: Museo di Capodimonte).
Für den neuen Vizekönig, Fernando Enriquez d’Affan de la Rivera, Herzog von Alcalá, malte Ribera um 1630–31 eine Serie von Philosophen, darunter den lachenden Demokrit im Prado (Madrid). Eine weitere Philosophenserie malte er einige Jahre später (1636–37) auch für den Fürsten von Liechtenstein.
Ab etwa 1630 begann sich Riberas Palette aufzuhellen, zumindest wurde er nun immer variabler, und neben tenebristischen Gemälden, die er bis zum Ende nie ganz aufgab, finden sich nun auch Werke mit einem freundlicheren Kolorit, die zuweilen unter freiem Himmel angesiedelt sind. Entscheidend dürfte in dieser Hinsicht auch die Entwicklung in der neapolitalischen Malerei gewesen sein, insbesondere der Einfluss seines größten und erfolgreichsten „Rivalen“ Massimo Stanzione, von Bologneser Künstlern wie Reni und dem in Neapel arbeitenden Lanfranco, aber auch durch Gemälde von Van Dyck und Rubens, die um diese Zeit in neapolitanischen Kunstsammlungen auftauchten. Als ein Schlüsselwerk dieser Entwicklung nennt Pérez-Sanchez Riberas Bild Jakob mit der Herde Labans (1632) im Escorial.

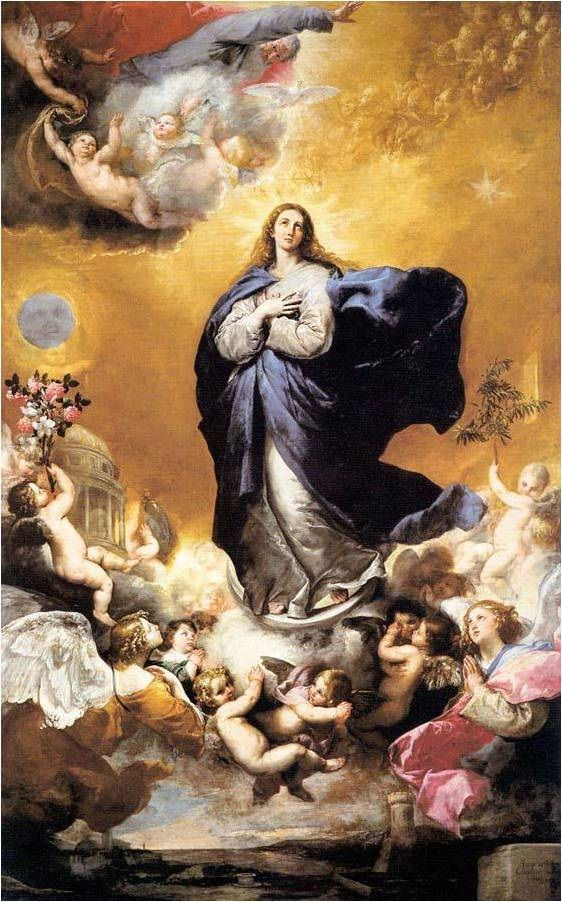
Maria Immaculata, 1635, Öl auf Leinwand, 502 × 329 cm, Convento de las Agustinas Recoletas, Salamanca

Höhepunkt dieser Entwicklung ist die in ein unvermutet strahlendes goldenes Licht getauchte, riesige Maria Immaculata (1635; Abb. rechts) für das Kloster der Agustinas Recolletas in Salamanca, die er im Auftrag des Vizekönigs Emanuel de Fonseca y Zúñiga, Conde de Monterrey, malte. Das Bild nimmt eine gewisse Sonderstellung im Schaffen Riberas ein und wurde zum Vorbild für viele andere Immaculata-Darstellungen spanischer Künstler. Für die gleiche Klosterkirche schuf er auch eine Pietà (1632), eine Glorie des Hl. Gennaro und einen hl. Augustinus (beide 1636).
Zu den Glanzwerken Riberas aus den 1630er Jahren, in denen er seine neue koloristische Eleganz mit einem stark verschatteten Chiaroscuro mischt, in einer typisch neapolitanischen und doch sehr persönlichen Weise, gehören die Trinität (1635–36) im Prado (Madrid), und die beiden 1637 vollendeten mythologischen Werke Apoll und Marsyas (Museo di Capodimonte, Neapel) und Venus und Adonis (Gallerie Nazionali d’Arte Antica, Palazzo Corsini, Rom).
Mittlerweile erhielt er Aufträge für die wichtigsten Kirchen Neapels: So schuf er für Gesù Nuovo einen dreiteiligen Zyklus über den hl. Ignatius von Loyola. Während der Amtszeit des Vizekönigs Medina de las Torres (1637–1644) arbeitete er für die Certosa di San Martino, für die er eine berühmte, malerisch von Tizian und Van Dyck inspirierte Pietà (1637; Abb. links unten), die beiden Gemälde Moses und Elias (1638) malte, sowie die Bildnisse von zwölf alttestamentarischen Propheten für die Bögen des Kirchenschiffs (1638–1640). Zu seinen privaten Mäzenen gehörte neben spanischen und neapolitanischen Adligen auch der bekannte Sammler Don Antonio Ruffo in Messina.

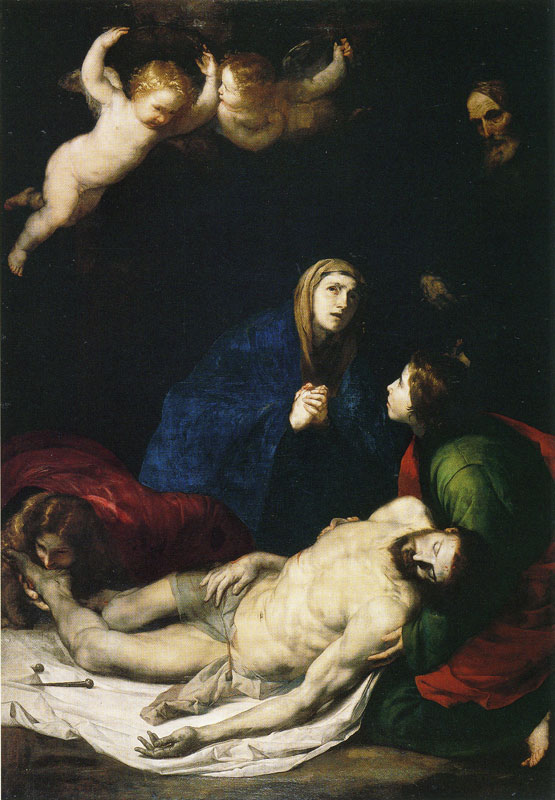
Pietà, 1637, Öl auf Leinwand, 264 × 170 cm, Certosa di San Martino (Cappella del Tesoro), Neapel

Der Maler war nun auf dem Höhepunkt seiner Schaffenskraft und Anerkennung und allem Anschein nach der bestbezahlte, ja teuerste Maler von Neapel, neben Massimo Stanzione. Er konnte es sich nun leisten, ein großes Haus mit zwei Gärten und einem großen Obstgarten im Stadtteil Chiaia zu erwerben.
Zu den malerischen Meisterwerken der 1640er Jahre gehören Der Klumpfuß (1642, Louvre, Paris) – ein naturalistisches, aber nicht düsteres, sondern unter freiem Himmel vor einer Landschaft angesiedeltes Bildnis eines behinderten, aber lachenden Betteljungen – und die 1643 signierte und datierte Taufe Christi in Nancy (Musée des Beaux-Arts), die sich früher im Konvent San Pasquale Baylon in Madrid befand und an malerischer Raffinesse und Virtuosität wiederum mit Tizian und Van Dyck konkurrieren kann. Nach dem plötzlichen Tode von Domenichino erhielt Ribera 1641 von den Leitern der Kapelle des hl. Gennaro im Dom zu Neapel – dem wohl bedeutendsten sakralen Raum der Stadt – den heißbegehrten Auftrag für das auf Kupfer gemalte, bereits gänzlich hochbarocke Altarbild Der hl. Gennaro steigt unversehrt aus dem Ofen, das zu seinen strahlendsten und zugleich dramatischsten Kompositionen zählt, aber erst 1646 fertig war (siehe Abb. rechts unten).
Um die Mitte der 1640er Jahre verschlechterte sich seine Gesundheit so massiv, dass er zeitweise nicht malen konnte und die Ausführung der Gemälde oft seiner Werkstatt überlassen musste. Aus dem Jahr 1645 gibt es keine signierten Werke.

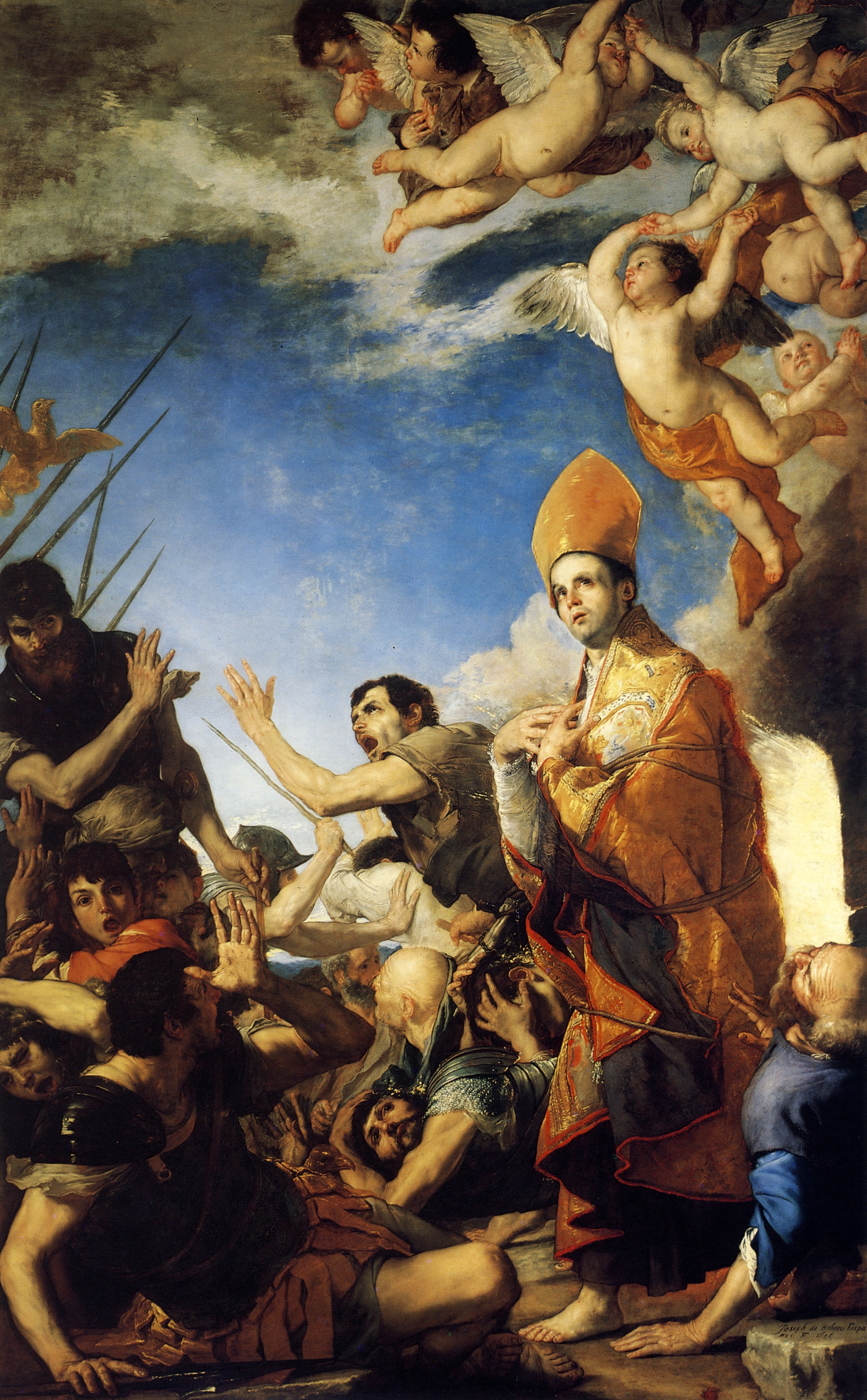
Der hl. Gennaro steigt unversehrt aus dem Ofen, 1646, Öl auf Kupfer, 320 × 200 cm, Real Cappella di San Gennaro, Dom von Neapel

Während der antispanischen Revolte von Masaniello im Jahr 1647 musste Ribera fluchtartig im Palast des Vizekönigs Schutz suchen. Dort lernte er Don Juan José de Austria kennen, einen natürlichen Sohn Philipps IV.; Ribera malte ein Reiterporträt des Prinzen (1648, Patrimonio Nacional) und fertigte danach einen Kupferstich, der im Druck verbreitet wurde. In älteren Quellen wird behauptet, dass Don Juan José eine Tochter Riberas verführt habe, in Wirklichkeit handelte es sich jedoch um eine Nichte des Malers und Tochter seines Bruders Juan, der bei ihm lebte und einer seiner Mitarbeiter war. Das verführte Mädchen bekam eine uneheliche Tochter, die später in das Kloster der Descalzas Reales in Madrid eintrat.
Im selben Jahr 1648 vollendete er die Mystische Hochzeit der hl. Katharina (Metropolitan Museum, New York), die in ihrer Eleganz und der Kombination von Tenebrismus und einem ausgewogenen Farbakkord aus leuchtendem Blau, Goldgelb und Rottönen ganz typisch neapolitanisch wirkt und einen Einfluss von Stanzione zeigt.
1649 ging es Ribera gesundheitlich so schlecht, dass er die Arbeit an der Kommunion der Apostel (1638–1651) für die Certosa di San Martino unterbrechen musste; aus der Korrespondenz mit dem Prior des Klosters geht hervor, dass der kranke Maler mittlerweile auch finanzielle Probleme hatte.
Zu seinen letzten Meisterwerken zählen die Anbetung der Hirten (1650) im Louvre und der wieder sehr naturalistische Hl. Hieronymus als Büßer (1652) im Prado.
Ribera starb am 3. September 1652, in einem Haus im neapolitanischen Stadtviertel Mergellina, wohin er erst zwei Monate zuvor übersiedelt war.
Er hatte eine große Zahl von Schülern, von denen die berühmtesten Salvator Rosa und Luca Giordano sind, außerdem Aniello Falcone, Francesco Fracanzano, Bartolomeo Passante, der Spanier Juan Do und der Flame Hendrick De Somer. Zu seinen Nachahmern und Nachfolgern gehören weitere Maler der neapolitanischen Schule sowie Giovan Battista Langetti.

## Düstere Legenden
Über Jusepe de Ribera kursierten in der Literatur Anekdoten und Gerüchte der allerschlimmsten Sorte. Er wurde zusammen mit Belisario Corenzio und Battistello Caracciolo als einer der Anführer der sogenannten „cabala napolitana“ angesehen, einer Art rücksichtsloser Künstlermafia, der jedes Mittel recht gewesen sei, um den eigenen Erfolg durchzusetzen. Mögliche Rivalen habe er durch Gift oder durch gedungene Mörder einfach um die Ecke bringen lassen, um seine eigene Führungsposition behaupten zu können. Nachweisen lässt sich davon nichts und angesichts der hohen künstlerischen Qualität seiner Malerei scheint er das auch gar nicht nötig gehabt zu haben. Pérez Sanchez wies darauf hin, dass einer der Gründe für diese Unterstellungen wahrscheinlich darin liegt, dass Ribera als Spanier und Ausländer offenbar besonders viel Misstrauen, Ablehnung, Neid und Eifersucht einiger einheimischer Künstler und Kunstschriftsteller auf sich zog. Da er die Protektion der Vizekönige genoss, wurde er mit der ungeliebten spanischen Fremdherrschaft identifiziert. Doch nicht nur das wurde ihm übel ausgelegt.

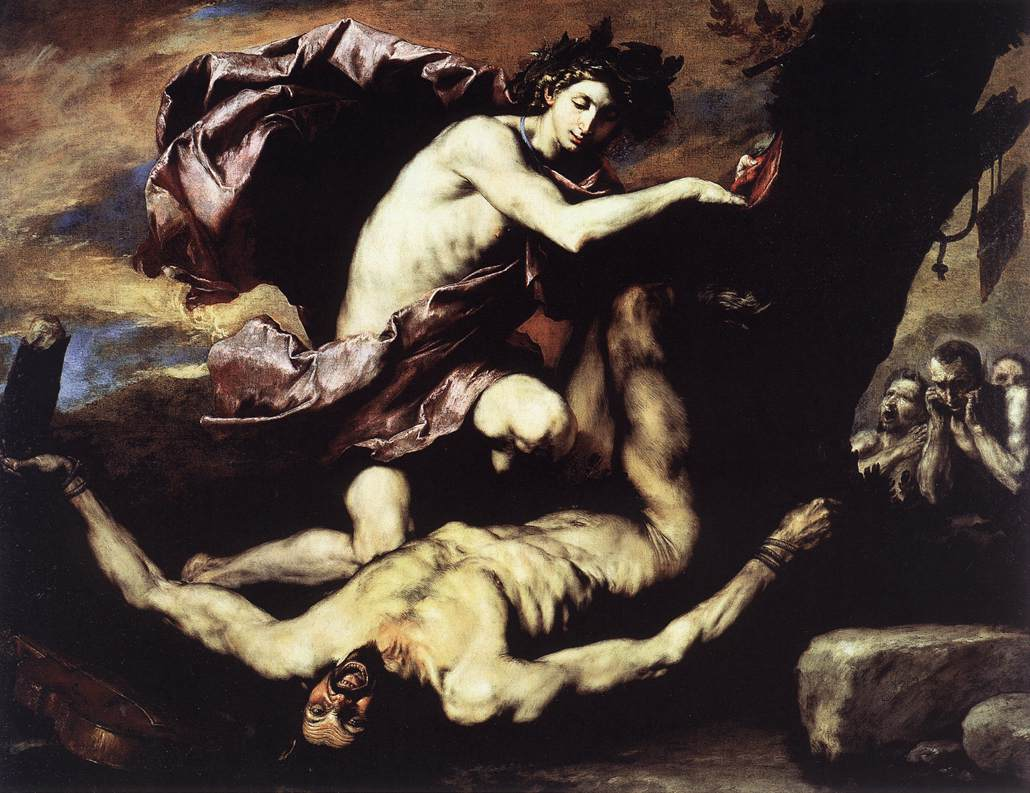
Apollo und Marsyas, 1637, Öl auf Leinwand, 182 × 232 cm, Museo di Capodimonte, Neapel

Auch in seiner Malerei sah man Beweise für „Brutalität“ und Freude am „Makabren“. Dabei wurde die Sicht auf sein umfangreiches Werk extrem eingeengt und Ribera vor allem an einigen Darstellungen männlicher Märtyrer und leidender mythologischer Gestalten wie Marsyas und Ixion gemessen. Im 19. und 20. Jahrhundert unterstellte man ihm, dass es „ihn besonders zur Darstellung des Entsetzlichen und Grauenerregenden“ zog, „am wirksamsten“ seien „seine Marterbilder und ähnliche Stoffe“. In der Epoche der Romantik schrieb Lord Byron, Ribera habe „seine Palette mit dem Blut der Heiligen genährt“, Théophile Gautier glaubte gar, der Maler habe sich „berauscht am Wein der Qualen“. Dabei wurde nicht zuletzt übersehen, dass sein tenebristischer Naturalismus einer zeitgenössischen Strömung in der Nachfolge Caravaggios entsprach und dass die meisten, wenn nicht alle, dieser Bilder wahrscheinlich auf Wunsch seiner Kunden entstanden und auch nicht „typisch spanisch“ waren, wie man oft unterstellte. Pérez Sanchez wies außerdem darauf hin, dass – von wenigen Ausnahmen abgesehen – die meisten Märtyrer-Bilder von Ribera in Wirklichkeit nur die Vorbereitung auf das Martyrium zeigen, mit Heiligen, die sich gottesfürchtig ihrem Schicksal beugen.

## Stil und Würdigung
Jusepe de Ribera war einer der bedeutendsten und einflussreichsten Maler seiner Zeit und

„... neben Caravaggio der bedeutendste Naturalist der neapolitanischen Malerschule; er ist noch energischer als dieser, und sein Helldunkel ist von höchster Kraft.“

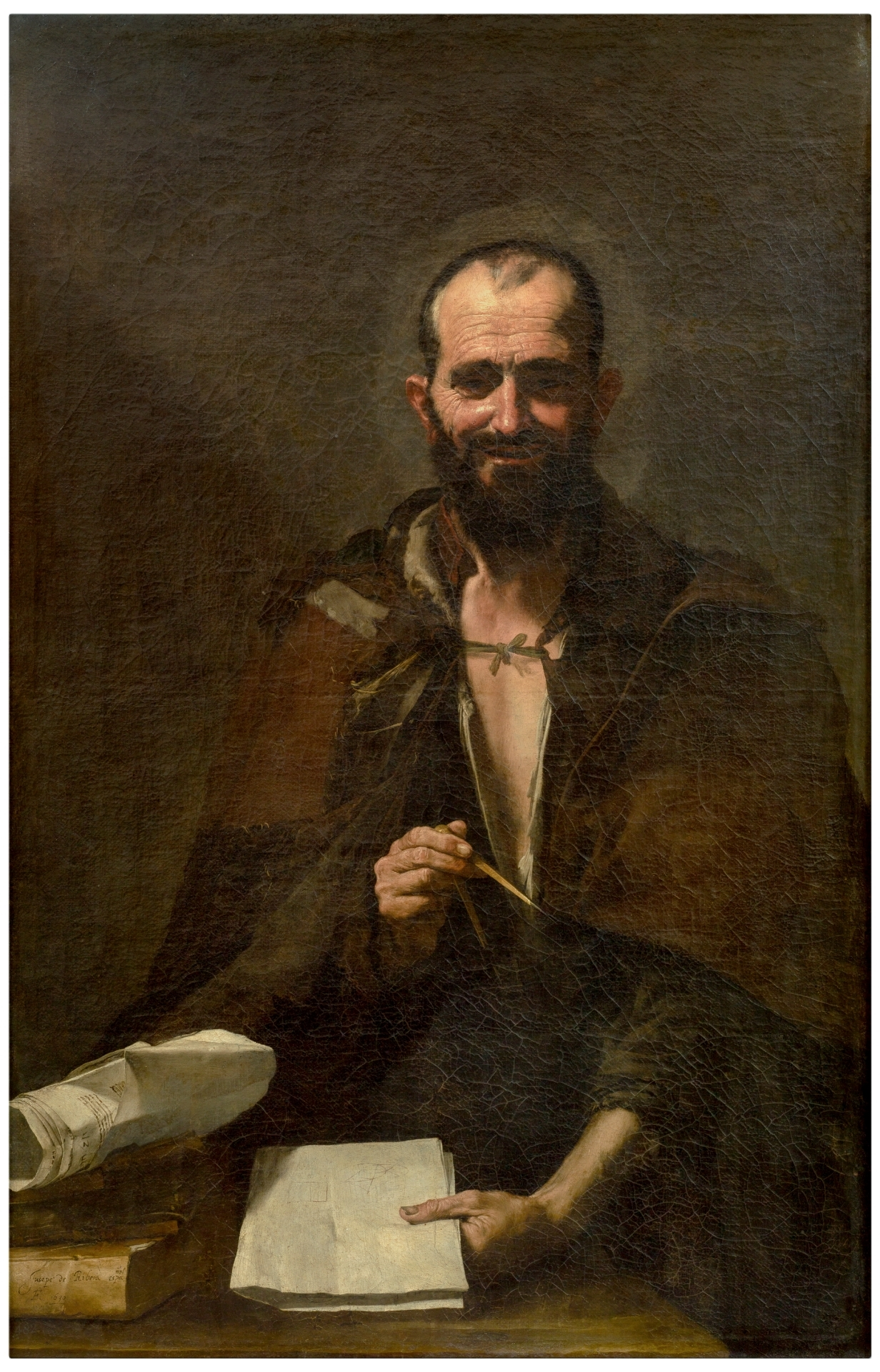
Lachender Philosoph (Demokrit ?), 1630, Öl auf Leinwand, 125 × 81 cm, Prado, Madrid

Er gilt außerdem als Paradebeispiel für den naturalistischen Tenebrismus des Frühbarock, wobei dies im 19. Jahrhundert und 20. Jahrhundert lange Zeit sehr negativ verstanden wurde (siehe oben) und außerdem eine einseitige Sichtweise ist, die seinem Gesamtwerk nicht ganz gerecht wird. Bekannt ist er außerdem für zahlreiche Bildnisse von „... Einsiedlern, Heiligen, Philosophen etc., worin er durch anatomische Genauigkeit glänzte“. Gerade diese Art der Porträts hat allerdings zahlreiche Nachahmer gefunden.
Obwohl Ribera deutlich vom Naturalismus Caravaggios geprägt war und sein Leben lang blieb, hatte er von Anfang an einen eigenen, ganz persönlichen, etwas herben Stil, der früh auch Einflüsse von Tizian und Guido Reni aufnahm. So besitzen, abgesehen von einigen humorvollen Darstellungen (u. a. Silen), seine Figuren eine natürliche Würde, auch die „gewöhnlichen“ Gestalten oder arme Bettler, wie der berühmte Klumpfuß (Louvre, Paris). Malerisch und in der Erfindung seiner Kompositionen war Ribera ein Virtuose. Sein Kolorit ist zunächst dunkel und erdig, eine besondere Farbvorliebe ist daneben nicht zu erkennen (im Gegensatz z. B. zu Caravaggio, der neben erdigen Tönen eindeutig leuchtendes Rot bevorzugte). Nach 1630 hellte sich Riberas Palette teilweise auf – manche Autoren sprechen gar von silbrigen Tönen − seine Pinselführung wurde lockerer und noch „venezianischer“. Sowohl in der gesteigerten Eleganz der Figuren wie im farbenfroheren, und dabei chromatisch feinsinnig behandelten Kolorit macht sich auch der Einfluss seines neapolitanischen Umfeldes bemerkbar, insbesondere von Massimo Stanzione und Lanfranco. Auch bei seinen helleren Bildern behielt er jedoch eine starke Schattengebung bei und malte er bis zuletzt Porträts von Philosophen, Aposteln und anderen Figuren in einem ungeschönten, fast farblosen tenebristischen Naturalismus.
Schon Ende des 19. Jahrhunderts sollen „viele seiner Bilder jedoch den ursprünglich großen koloristischen Reiz eingebüßt“ haben.
Ausgezeichnet sind auch Riberas Radierungen.

## Bildergalerie

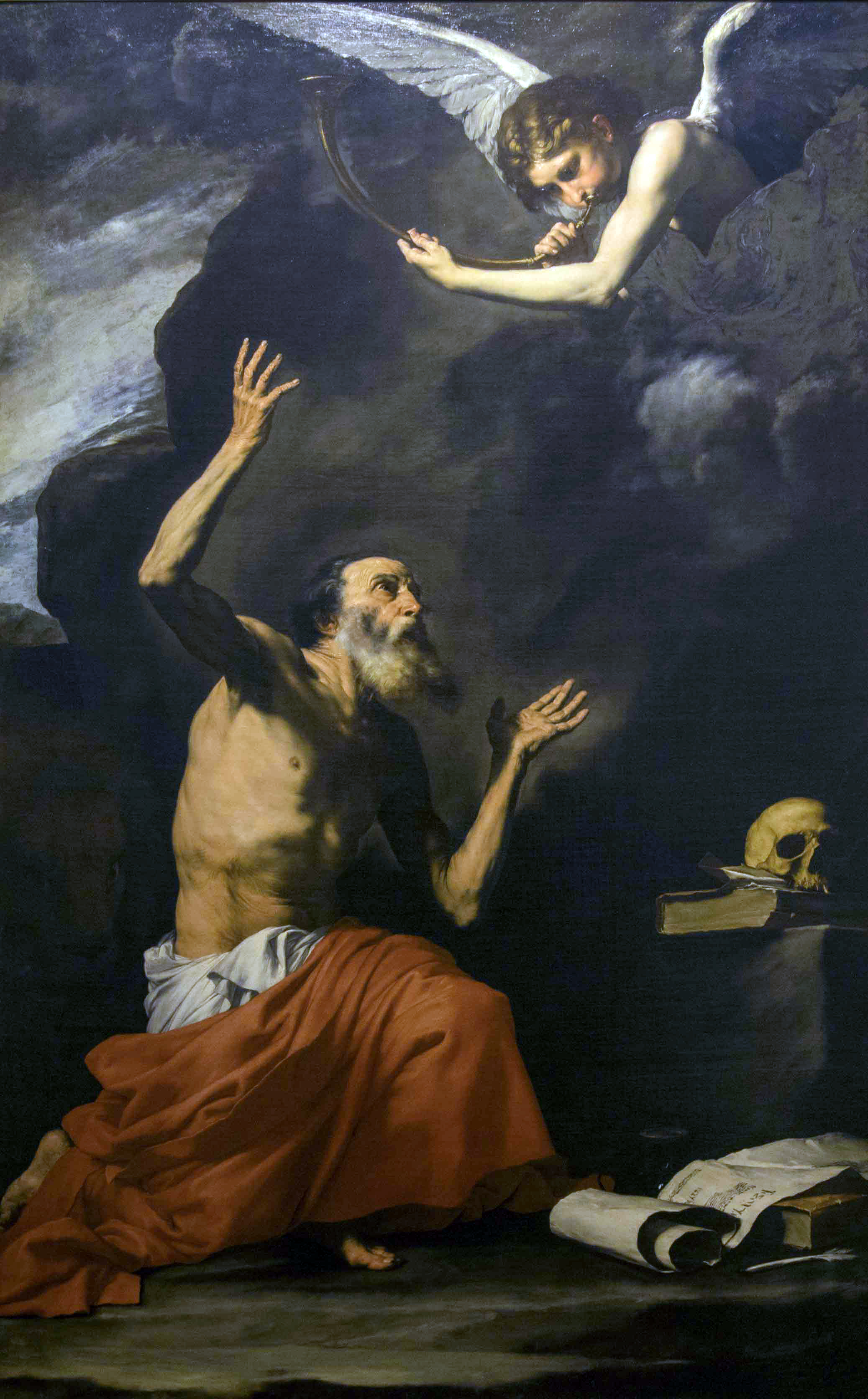
Der hl. Hieronymus mit dem Engel des Gerichts, 1626, Öl auf Leinwand, 262 × 164 cm, Museo di Capodimonte, Neapel
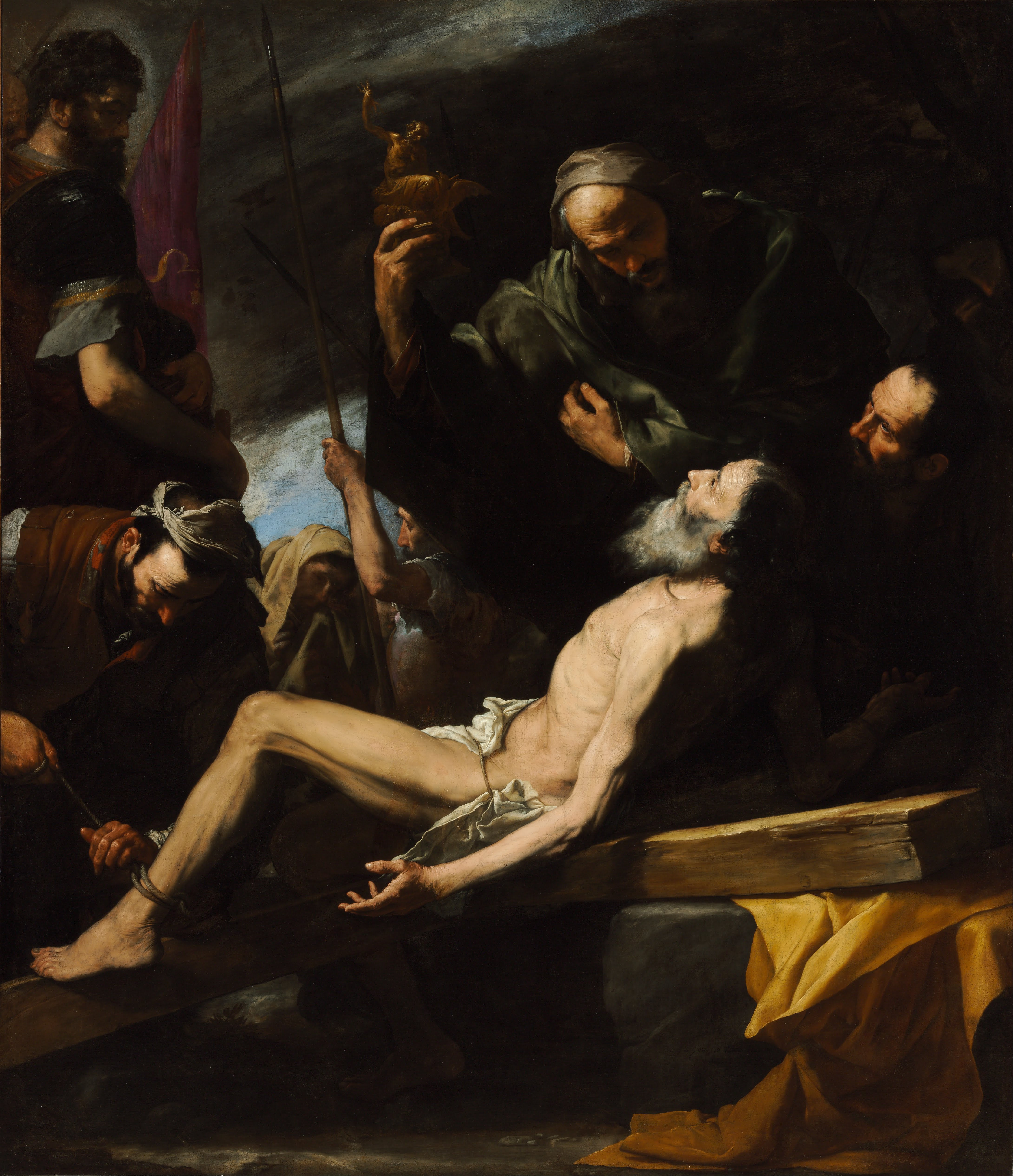
Kreuzigung des hl. Andreas, 1628, Öl auf Leinwand, 209 × 183 cm, Szépművészeti Múzeum, Budapest
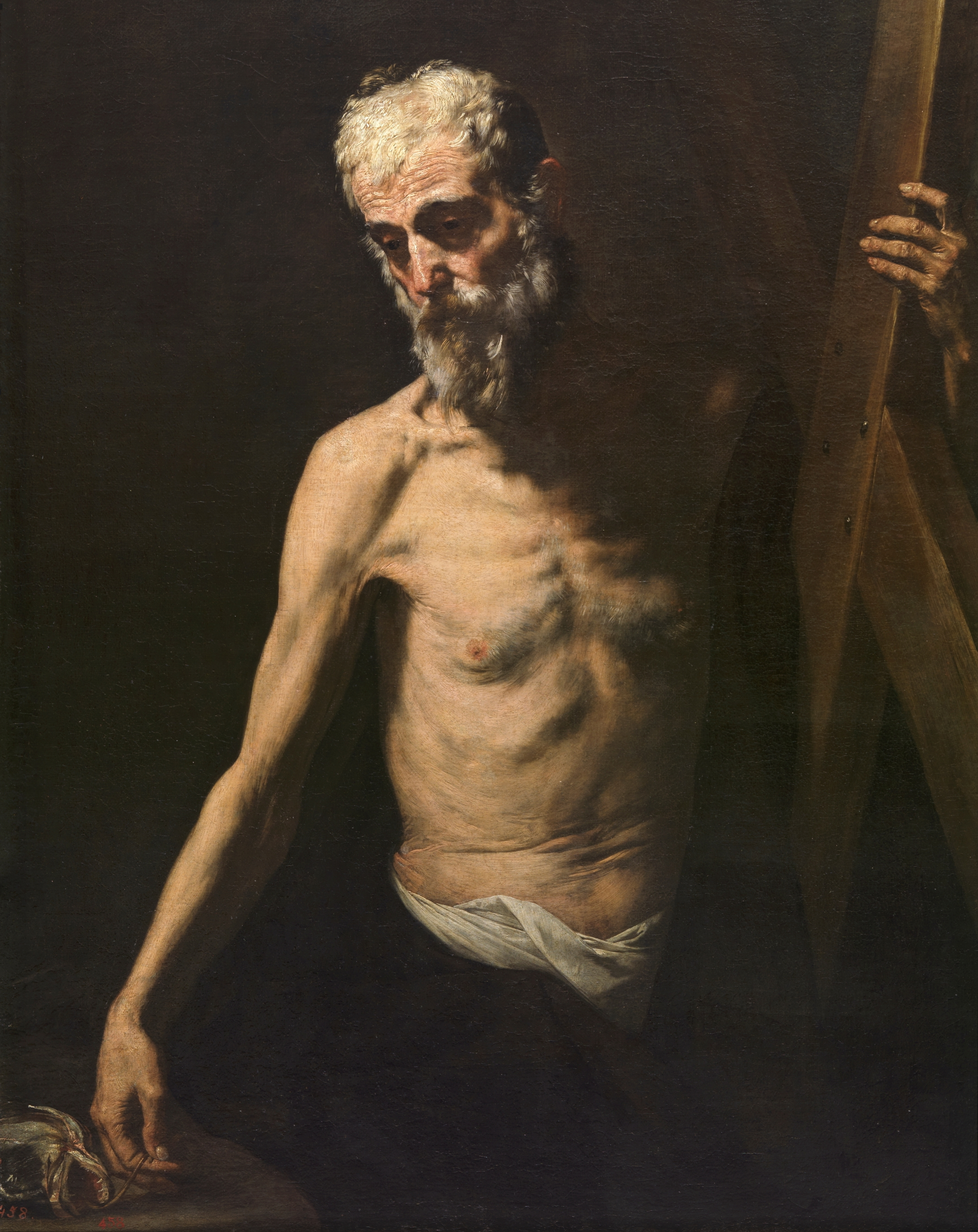
Hl. Andreas, um 1631, Öl auf Leinwand, 123 × 95 cm, Prado, Madrid
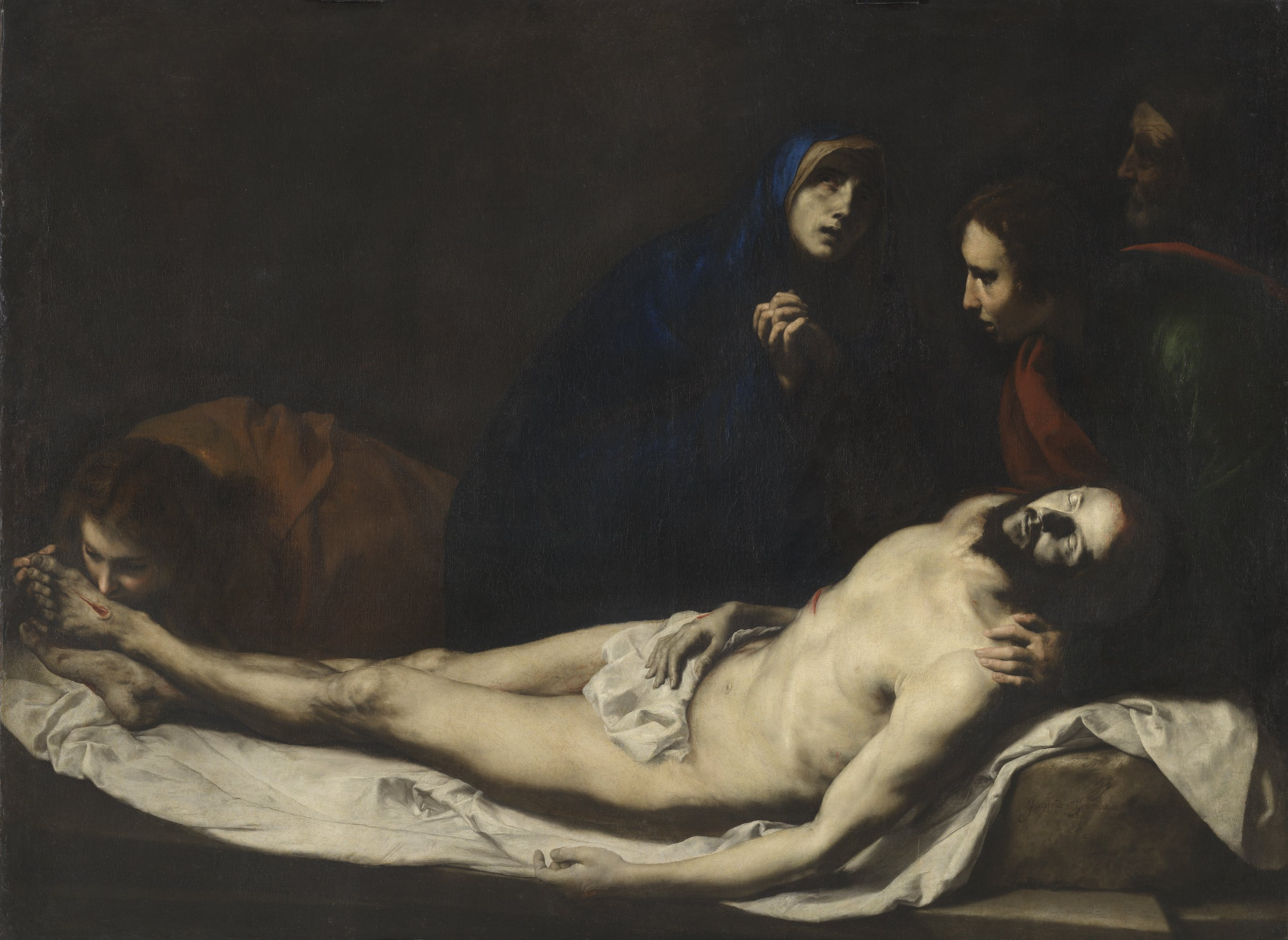
Pietà, 1633, Öl auf Leinwand, 157 × 210 cm, Museo Thyssen-Bornemisza, Madrid
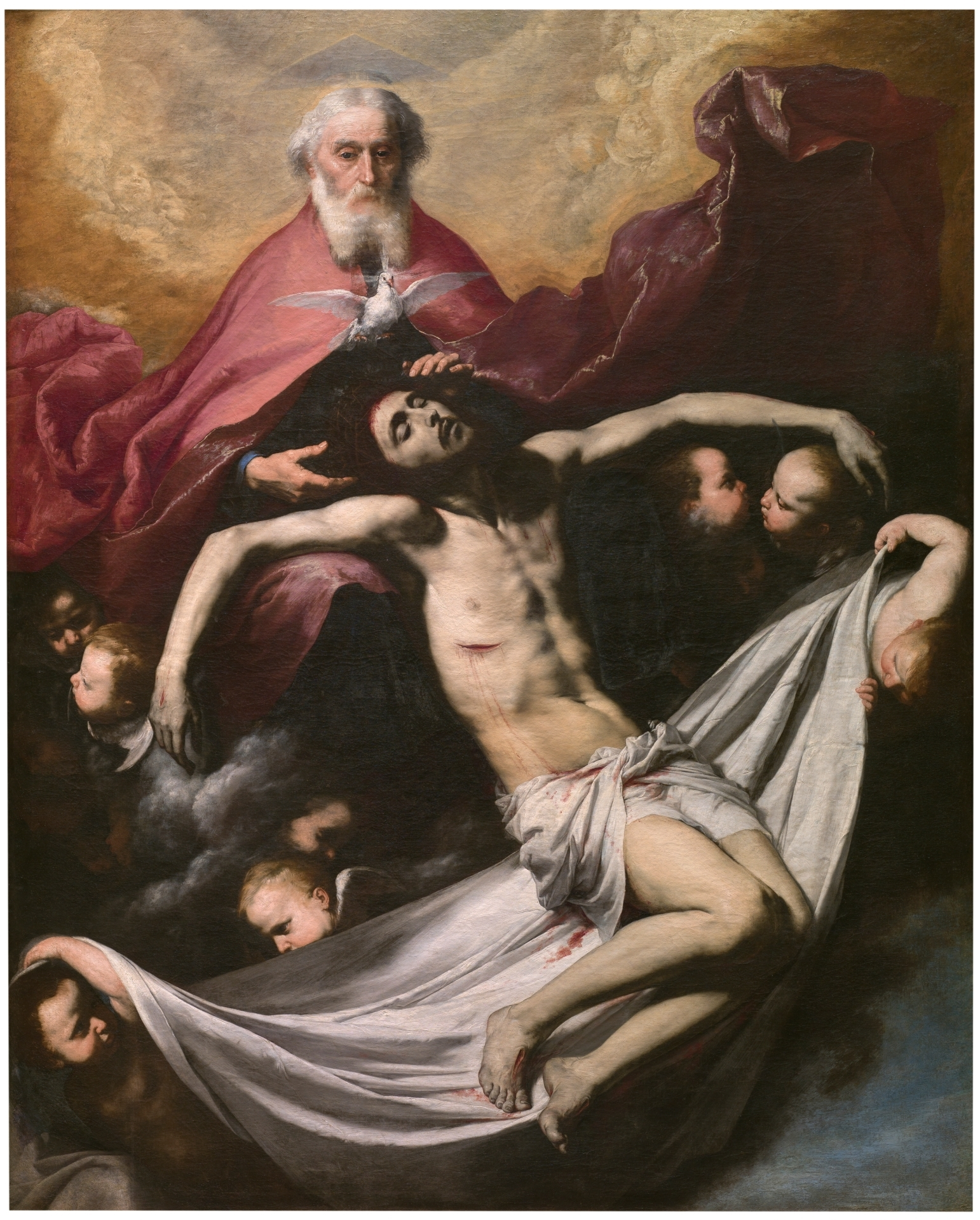
Die hl. Trinität, 1635–36, Öl auf Leinwand, 226 × 118 cm, Prado, Madrid
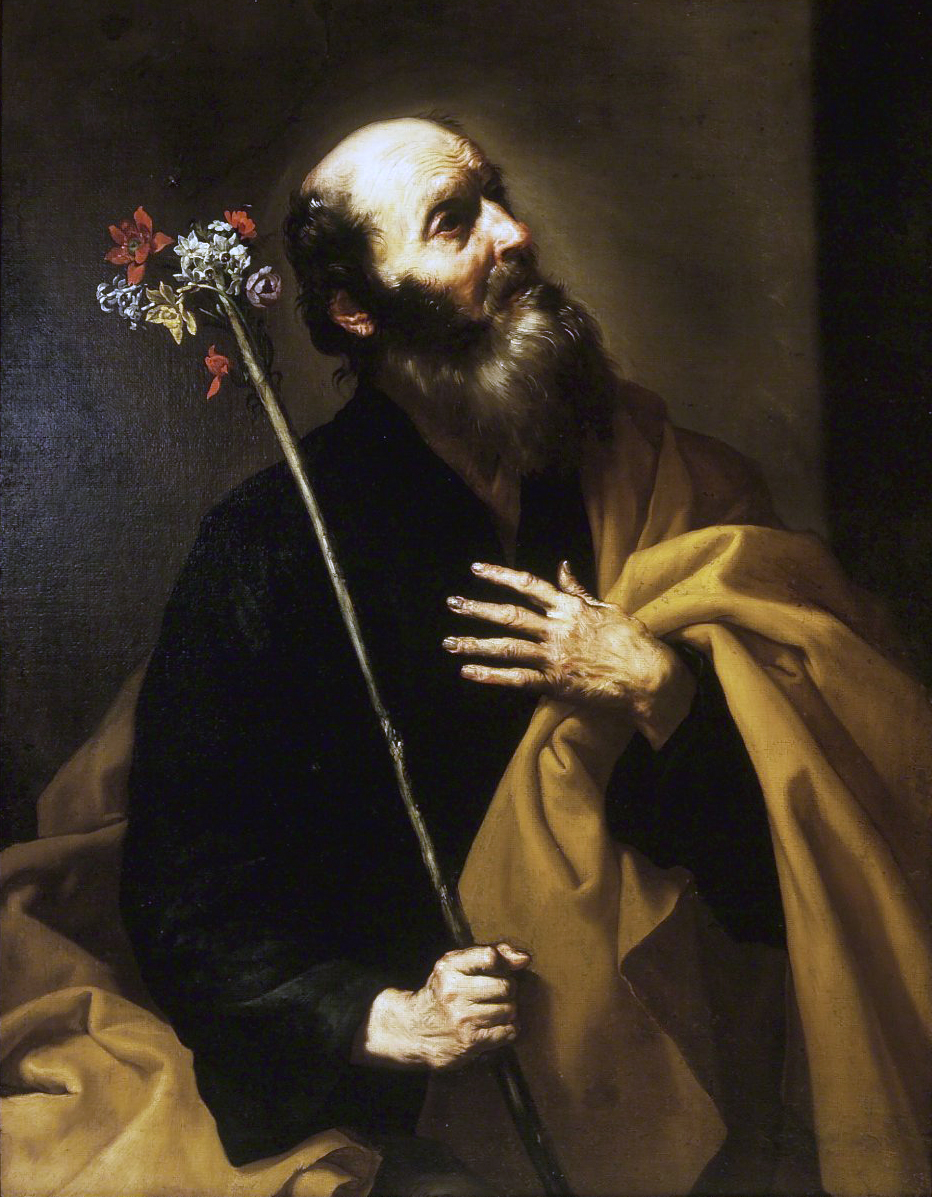
Der hl. Joseph mit dem blühenden Stab, um 1630–40, Öl auf Holz, 116,8 × 90,8 cm, Brooklyn Museum, New York
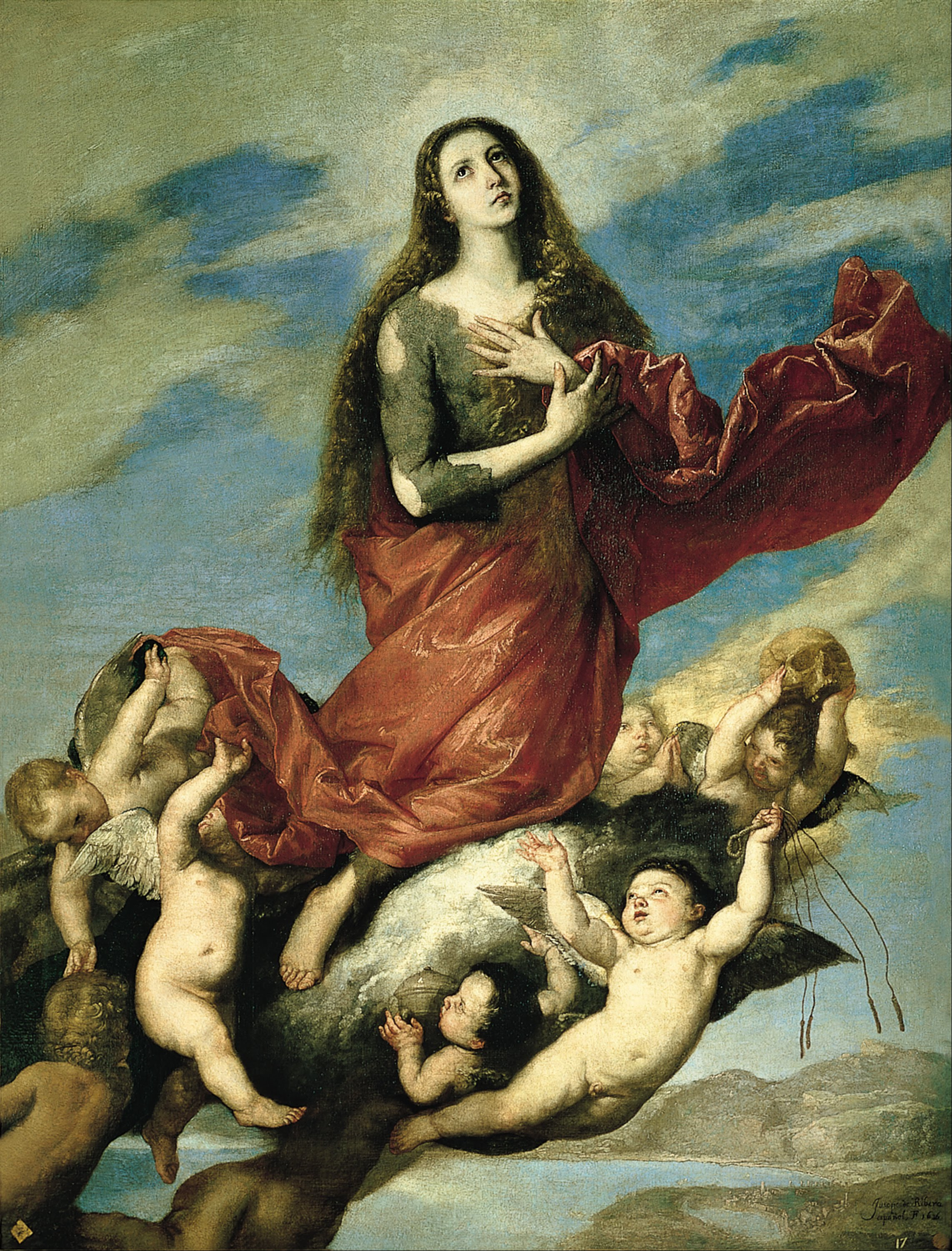
Himmelfahrt der hl. Maria Magdalena, 1636, Öl auf Leinwand, 231 × 173 cm, Real Academia de Bellas Artes de San Fernando, Madrid
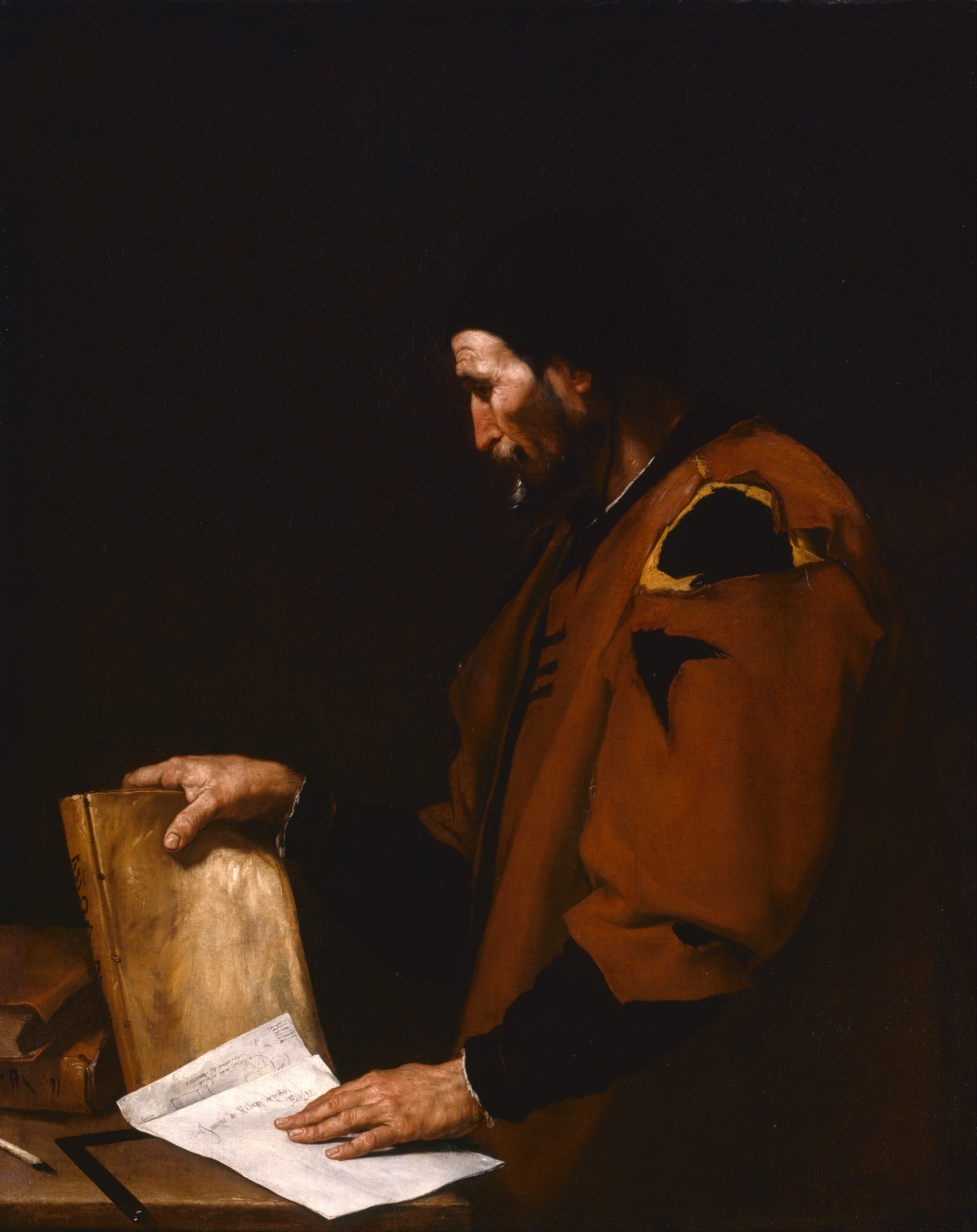
Ein Philosoph (Aristoteles ?), 1637, Öl auf Leinwand, 124,4 × 99 cm, Indianapolis Museum of Art
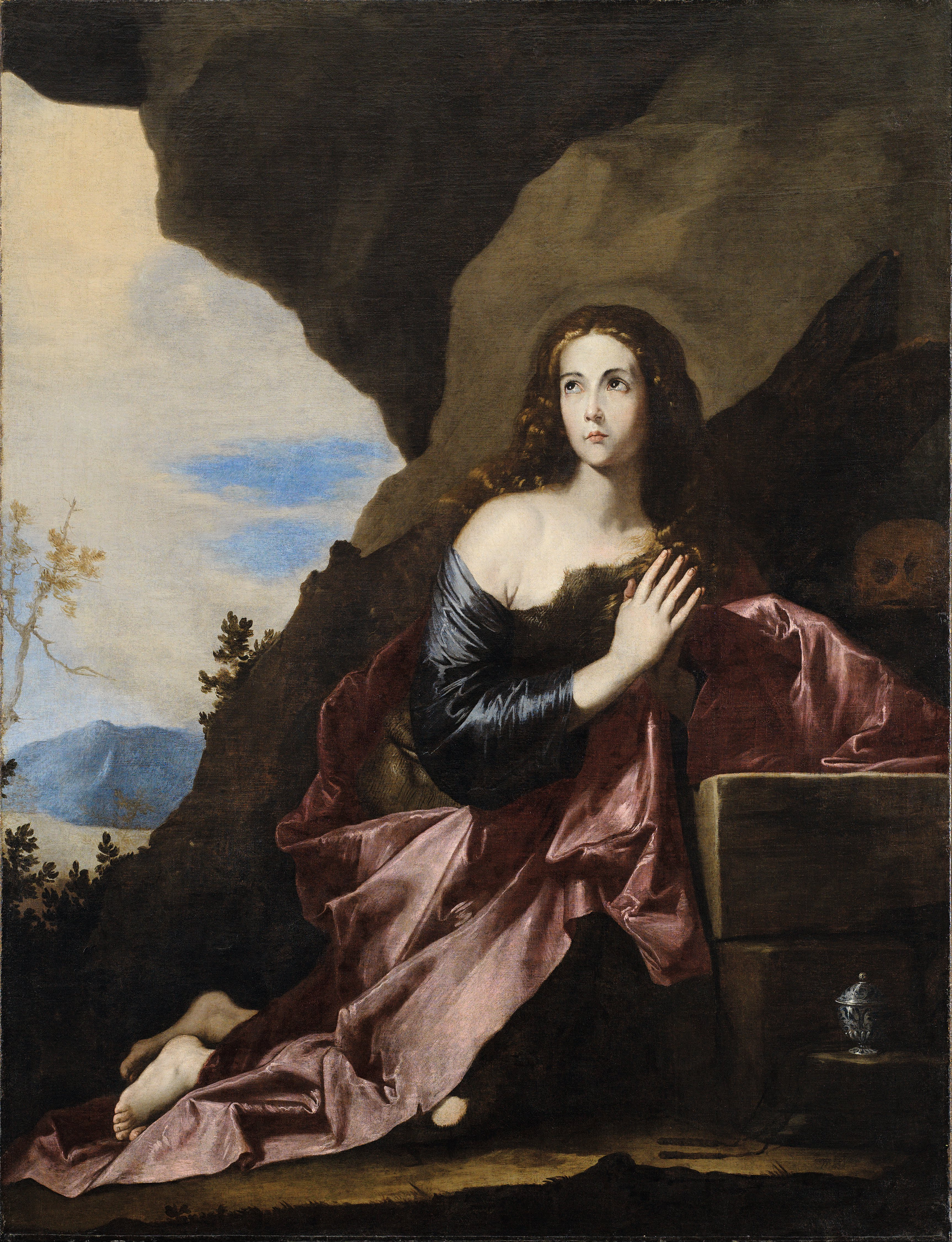
Büßende Maria Magdalena, 1637, Öl auf Leinwand, 195 × 148 cm, Museo de Bellas Artes, Bilbao
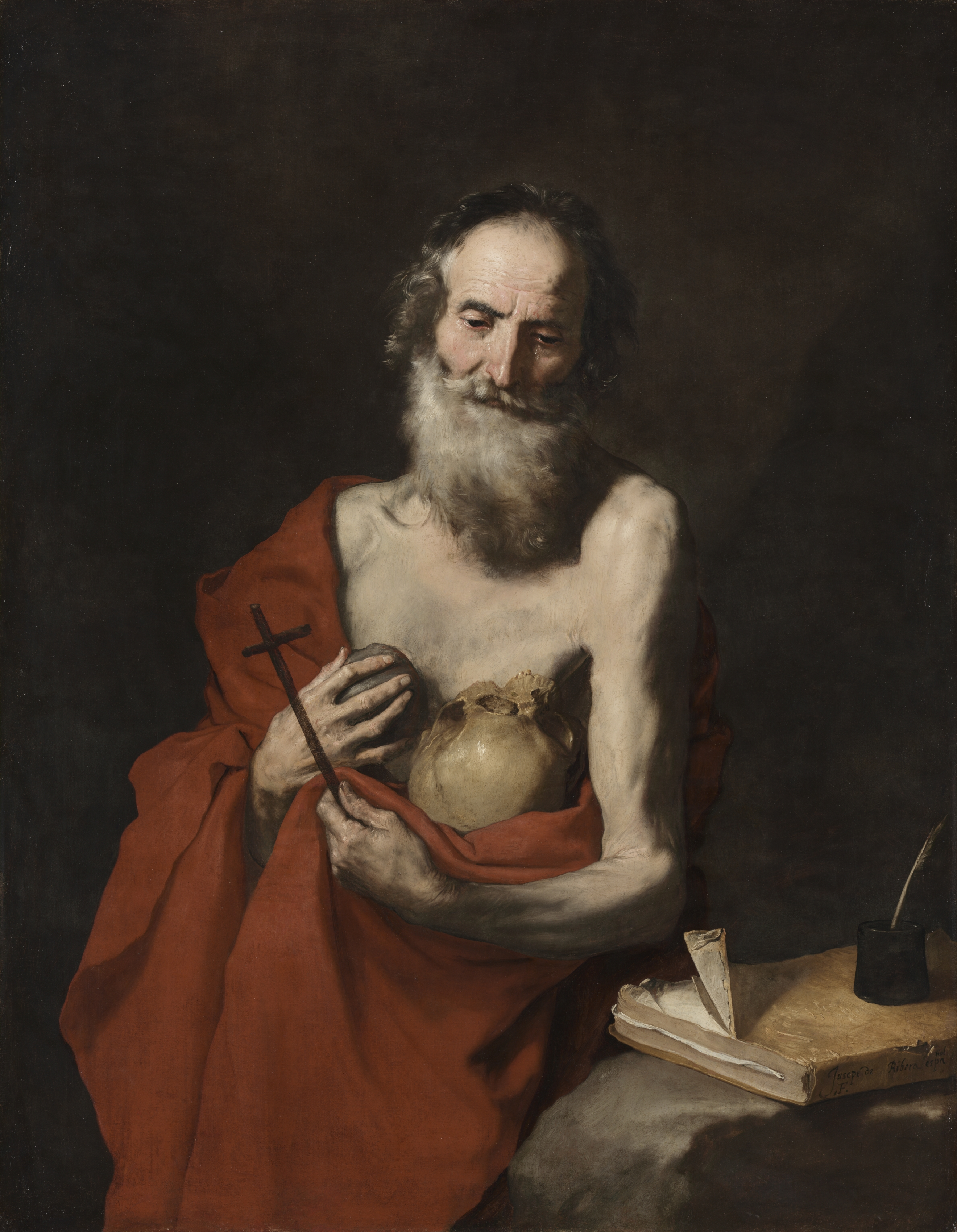
Hl. Hieronymus, 1638, Öl auf Leinwand, 129,0 × 100,3 cm, Cleveland Museum of Art
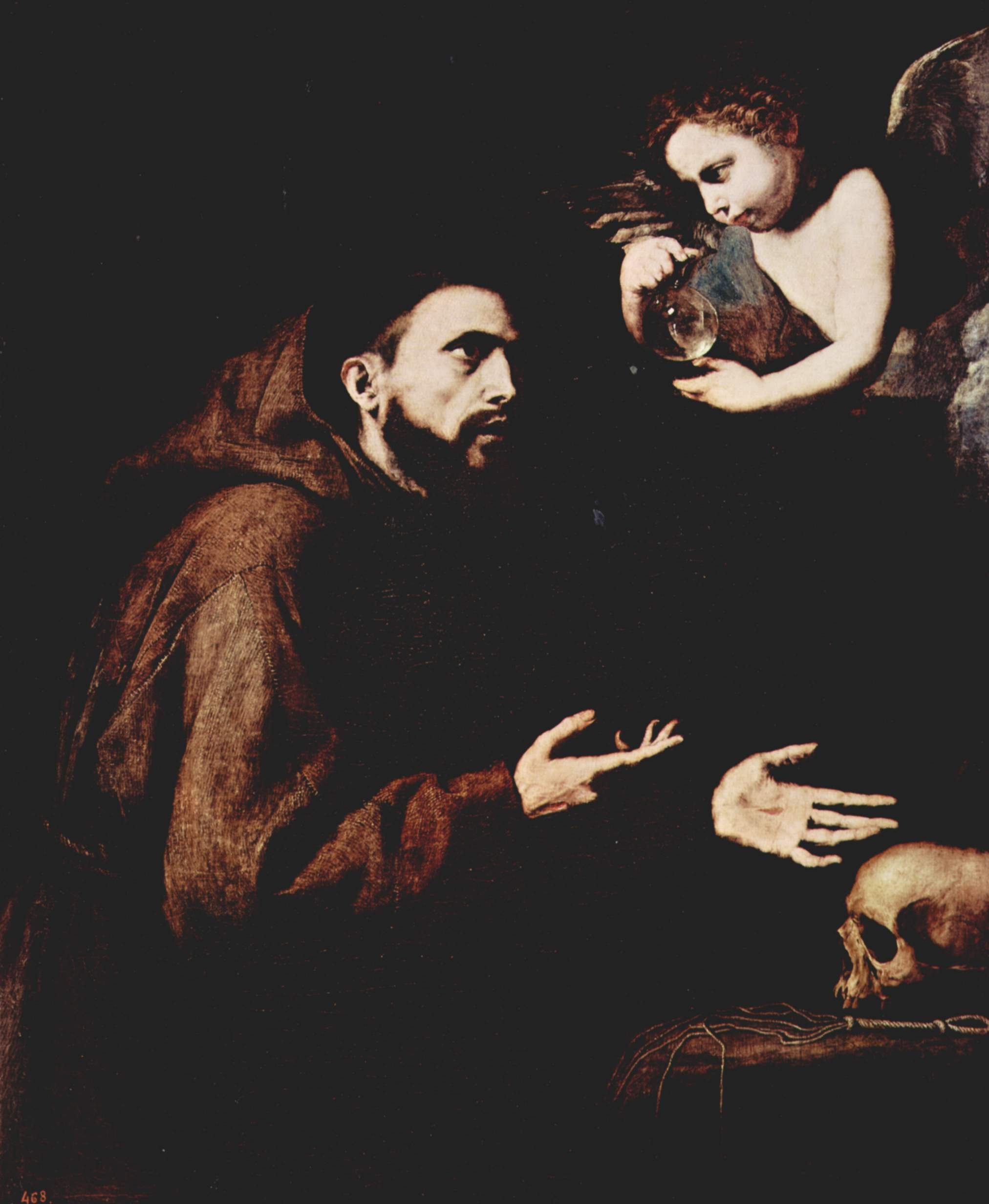
Der hl. Franz von Assisi und der Engel mit der Wasserflasche, 1636–38, Öl auf Leinwand, 129 × 98 cm, Real Academia de Bellas Artes de San Fernando, Madrid
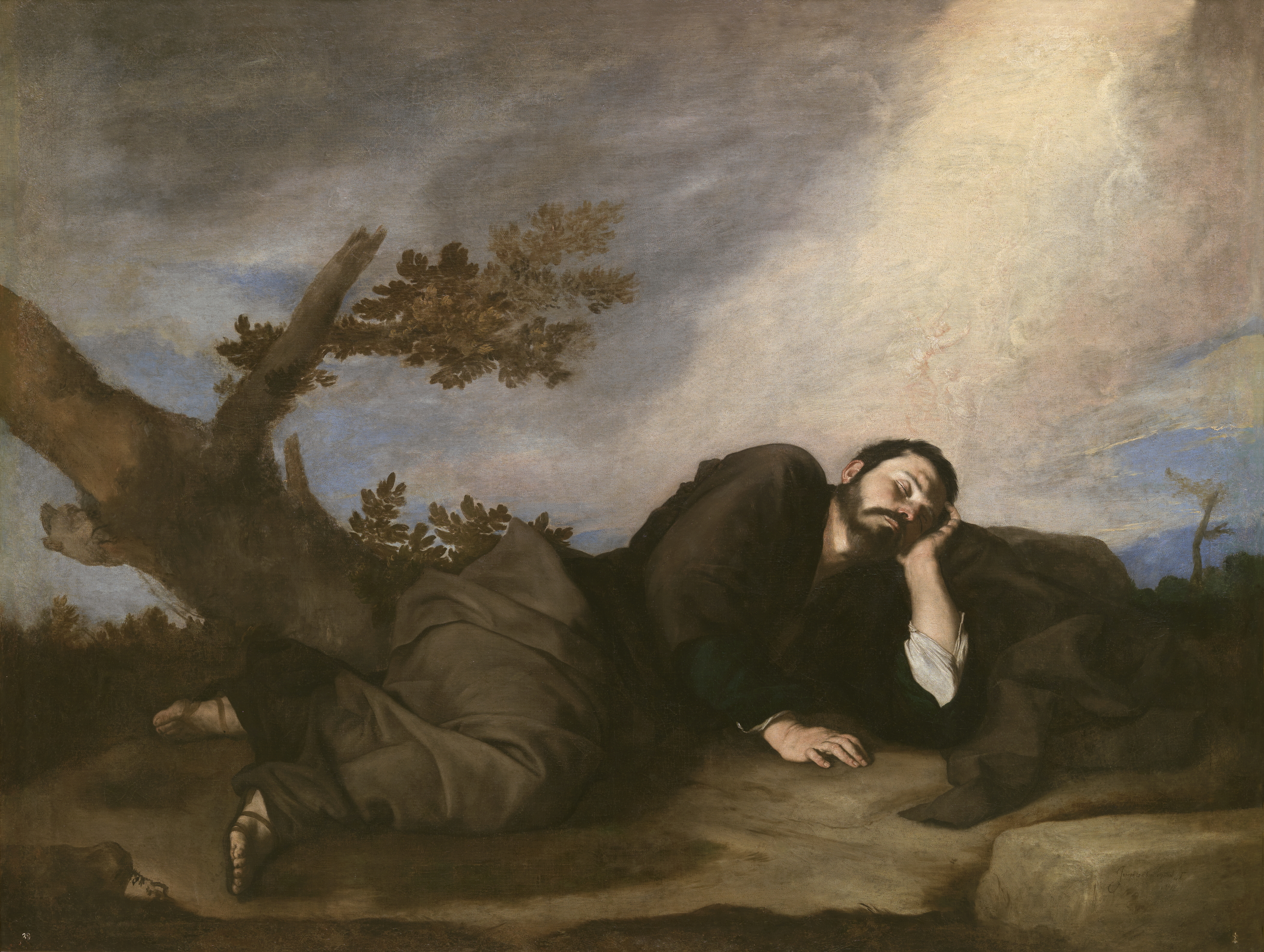
Jakobs Traum, 1639, Öl auf Leinwand, 179 × 233 cm, Prado, Madrid
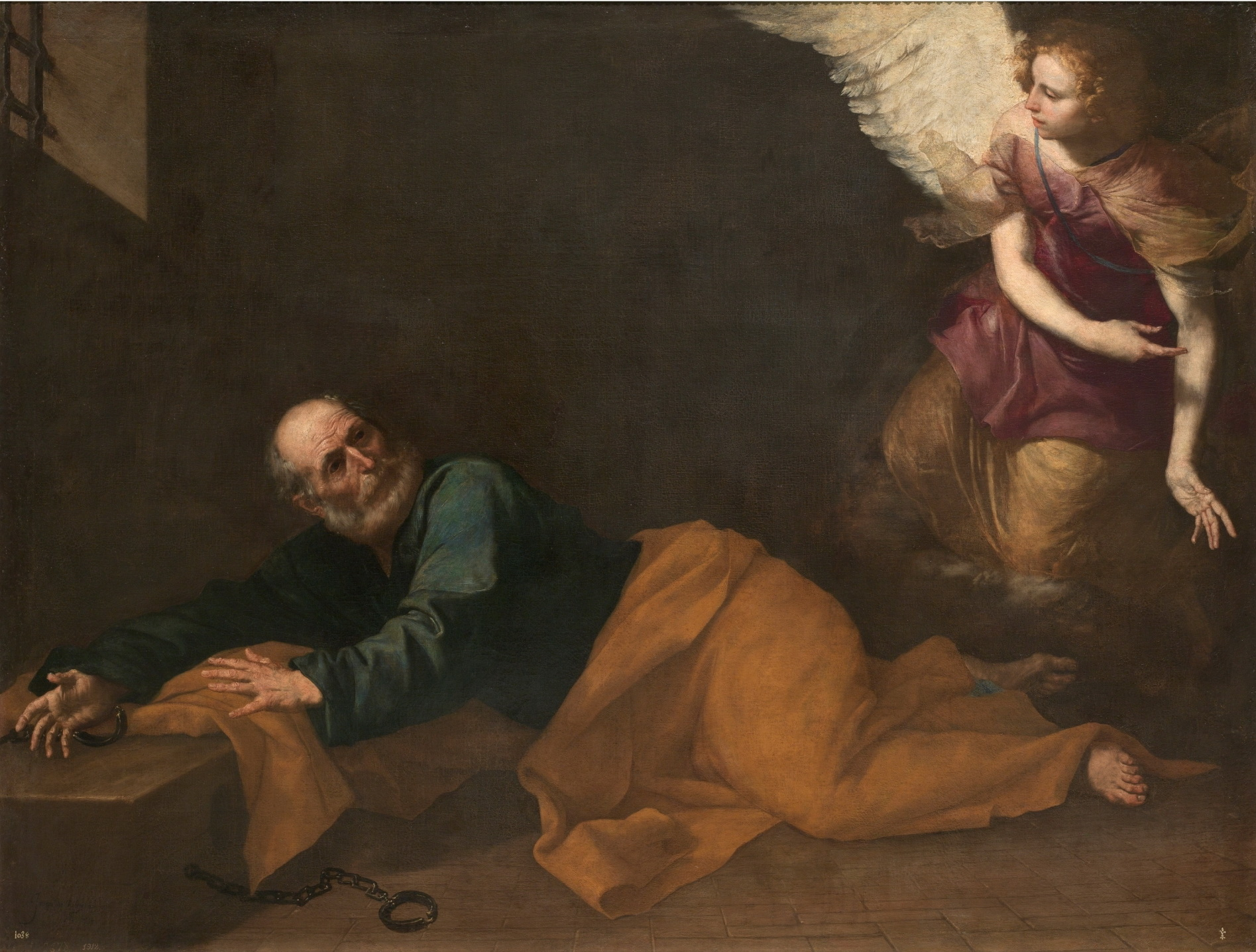
Befreiung des hl. Petrus, 1639, Öl auf Leinwand,  177 × 232 cm, Prado, Madrid
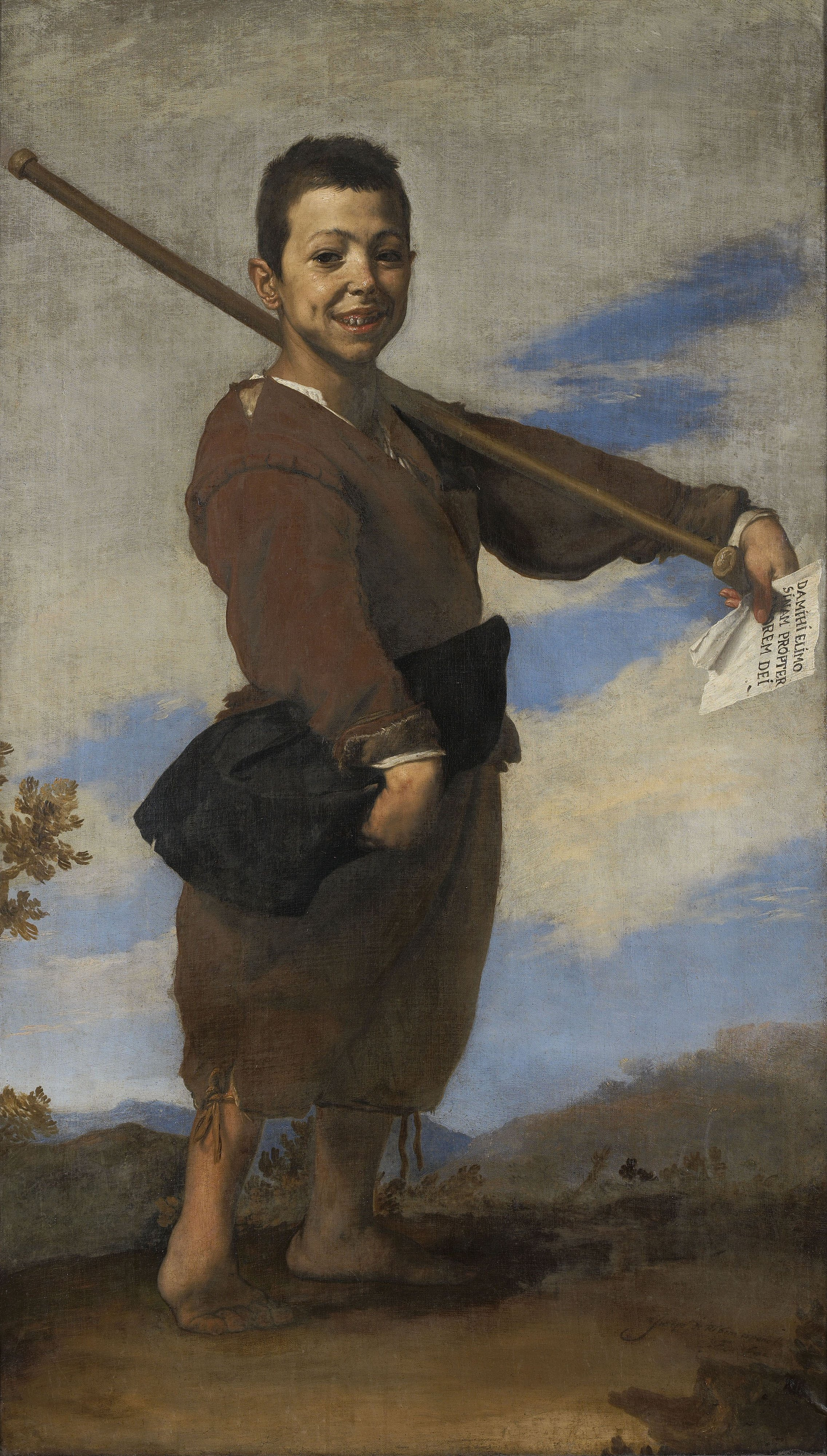
Der Klumpfuß, 1642, Öl auf Leinwand, 164 × 93 cm, Louvre, Paris
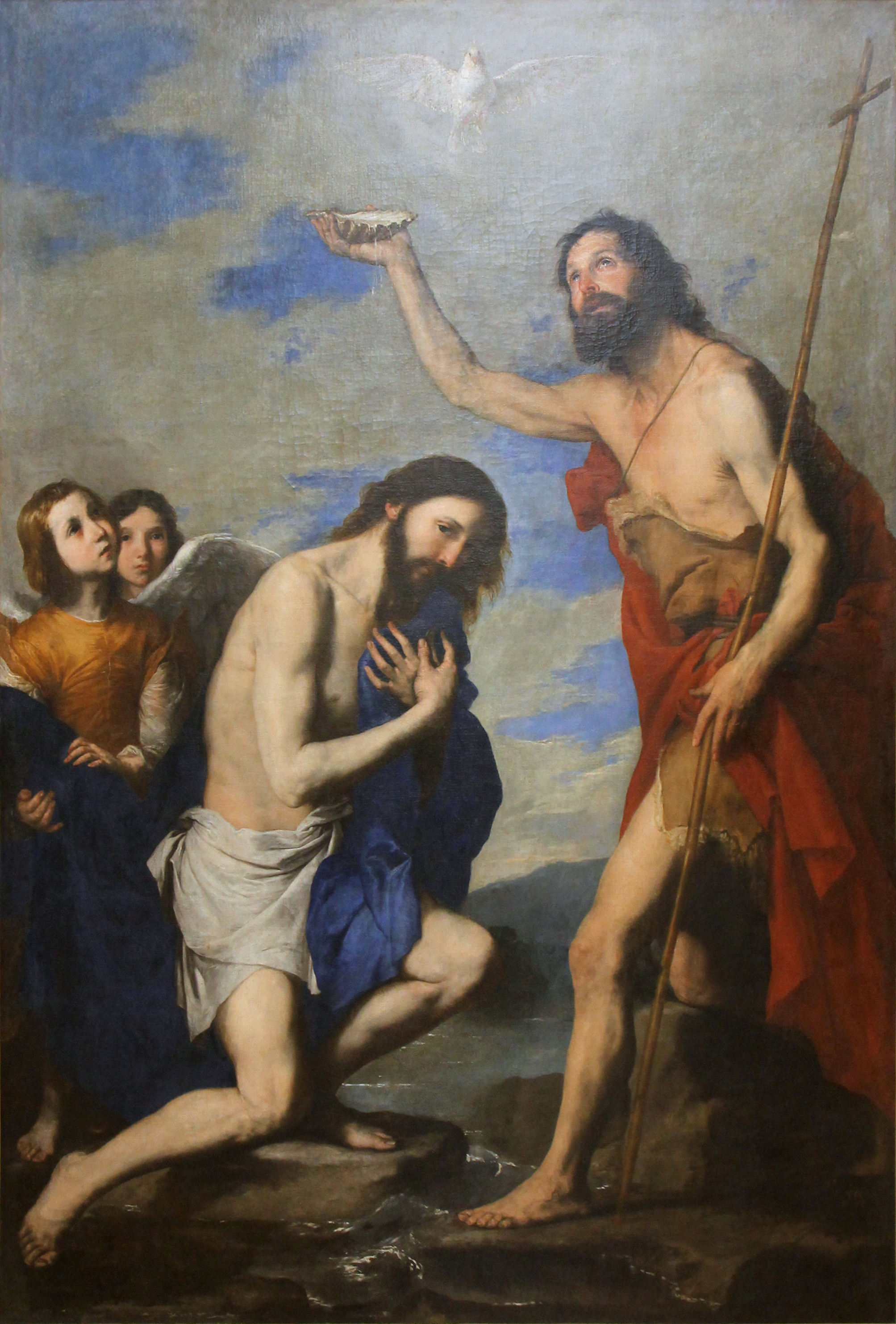
Taufe Christi, 1643, Öl auf Leinwand, 235 × 160 cm, Musée des Beaux-Arts, Nancy
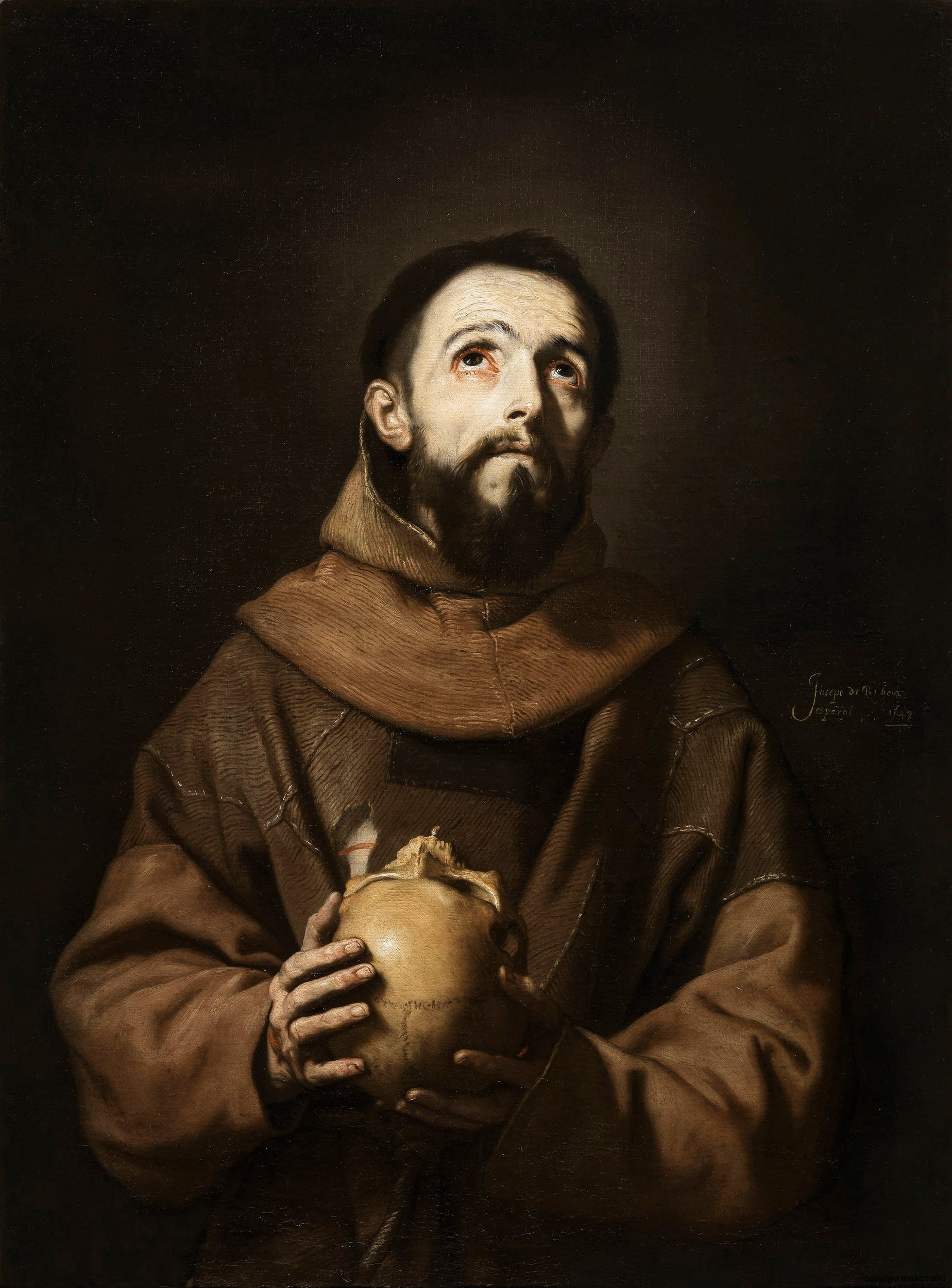
Hl. Franz von Assisi, 1643, Öl auf Leinwand, 103 × 77 cm, Palazzo Pitti, Florenz
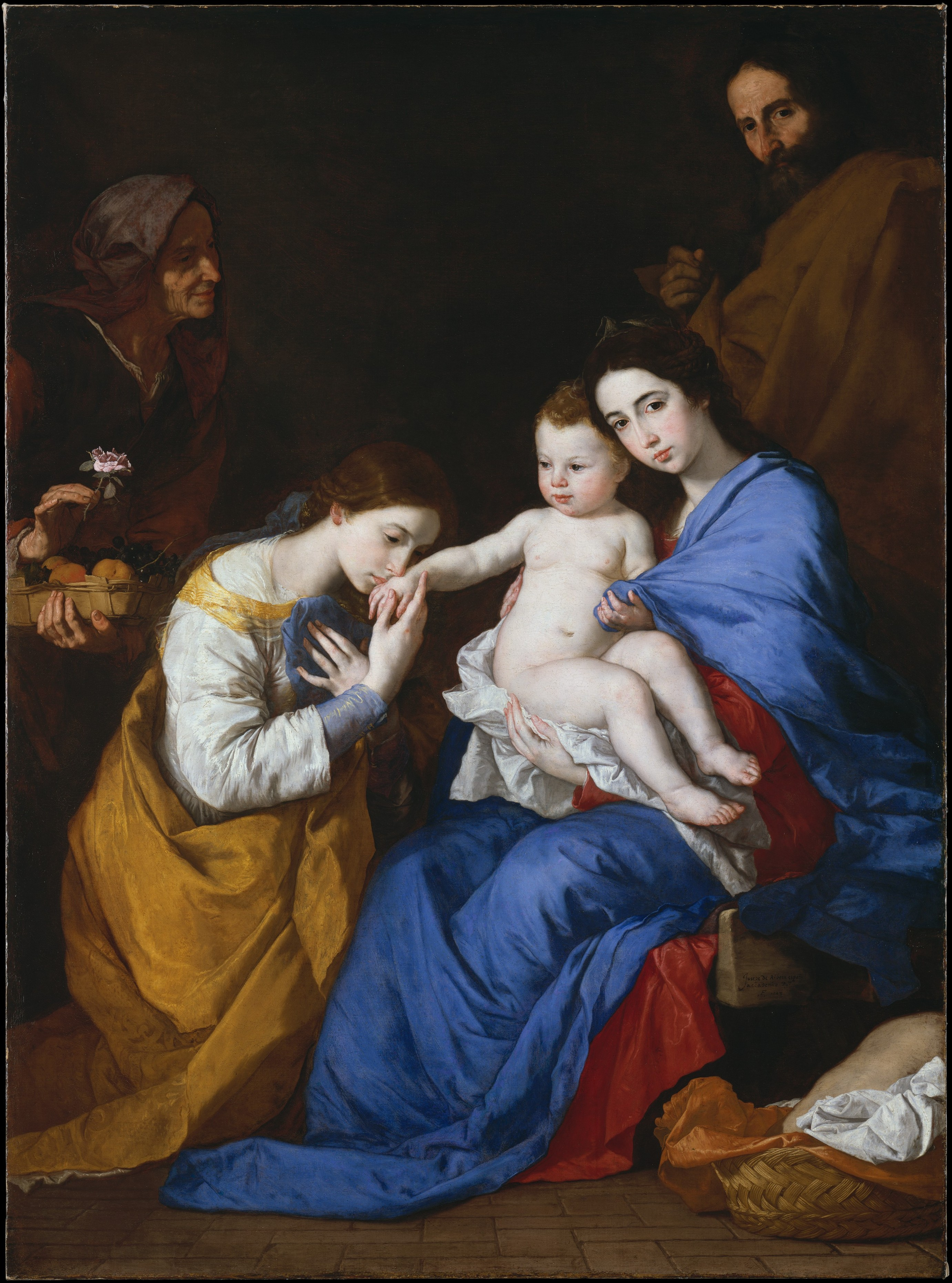
Mystische Hochzeit der hl. Katharina, 1648, Öl auf Leinwand, 209 × 154 cm, Metropolitan Museum, New York
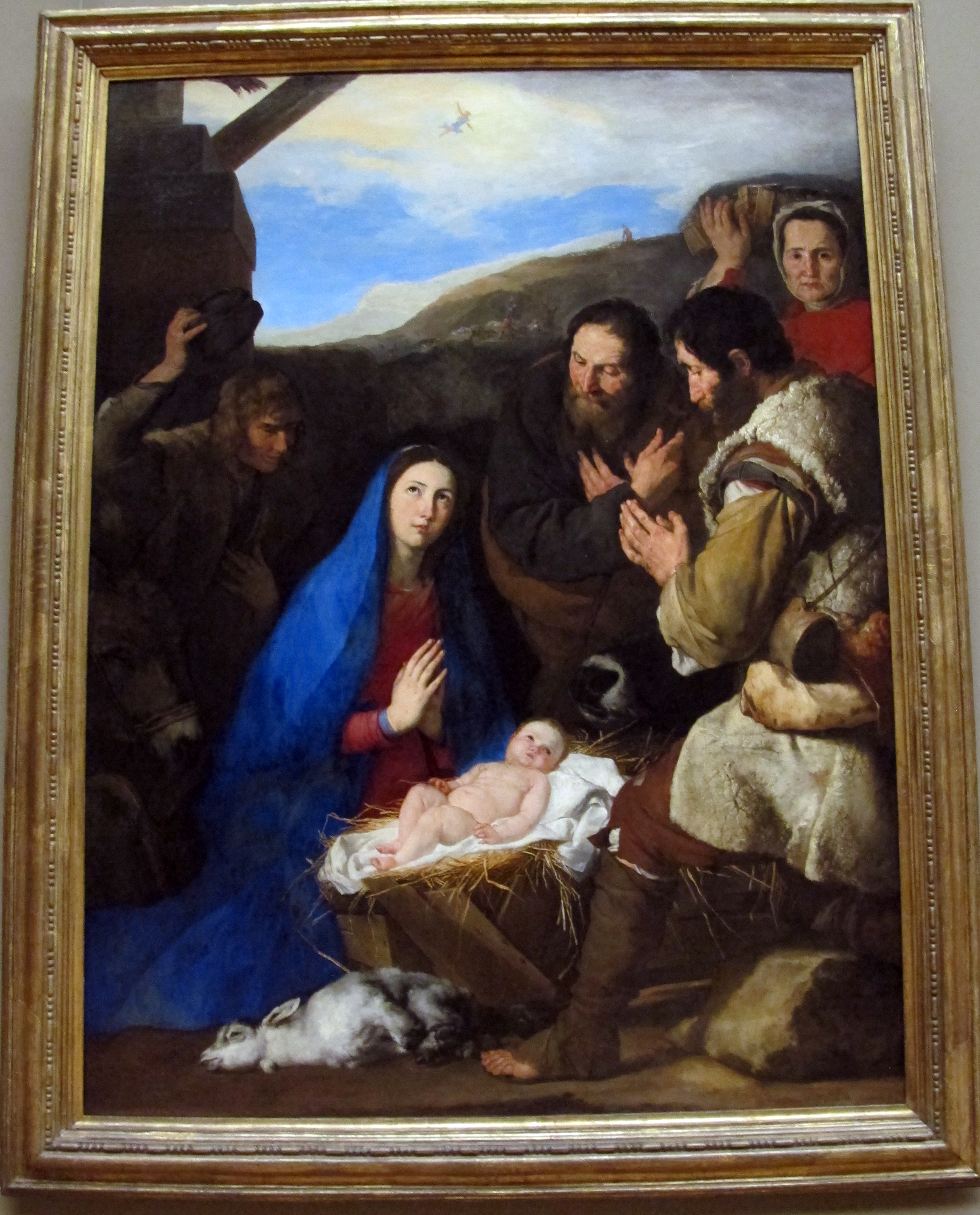
Anbetung der Hirten, 1650, Öl auf Leinwand, 228 × 179 cm, Louvre, Paris
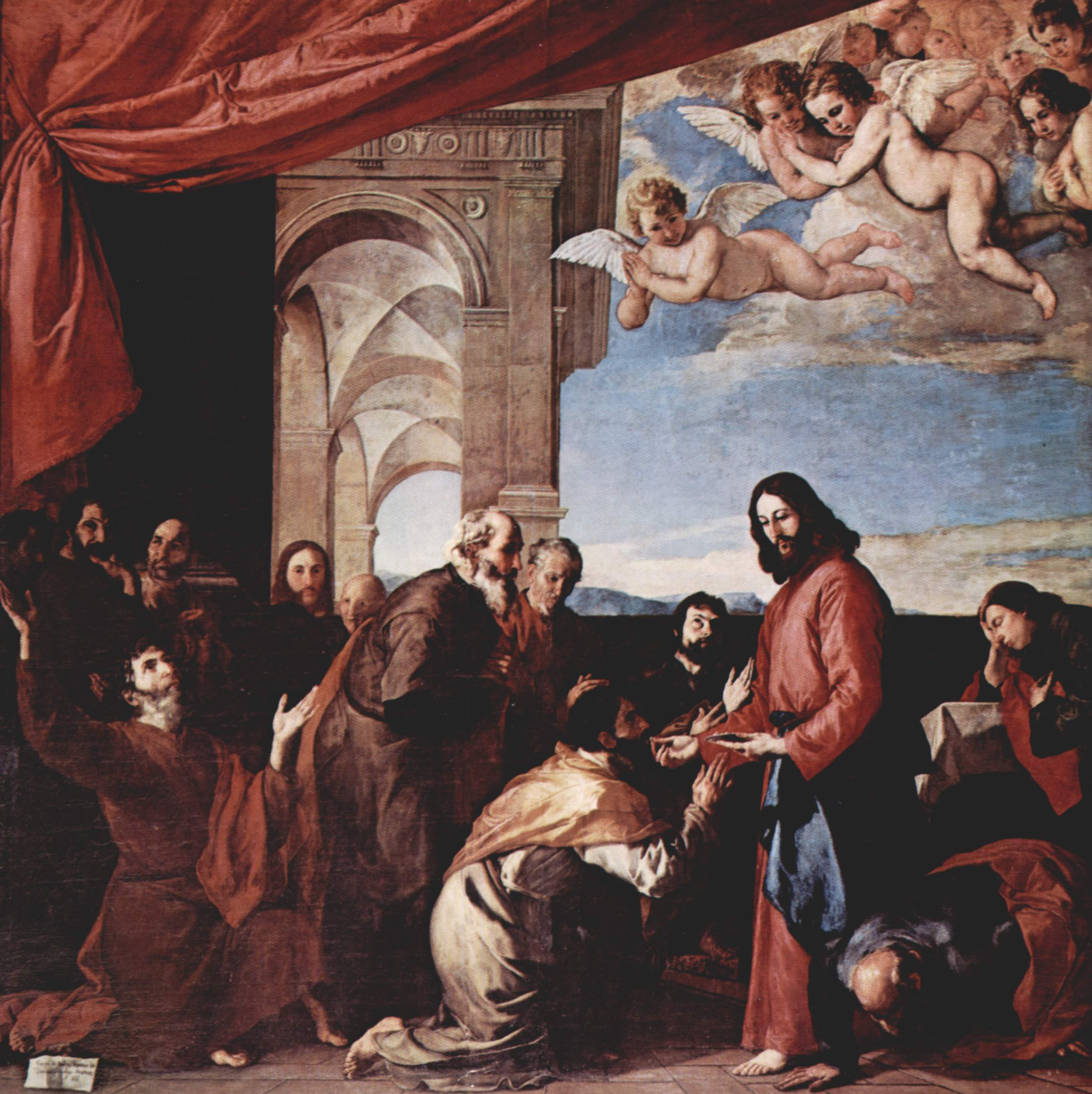
Apostelkommunion, 1651, Öl auf Leinwand, 400 × 400 cm, Certosa di San Martino, Neapel

## Werke (Auswahl)

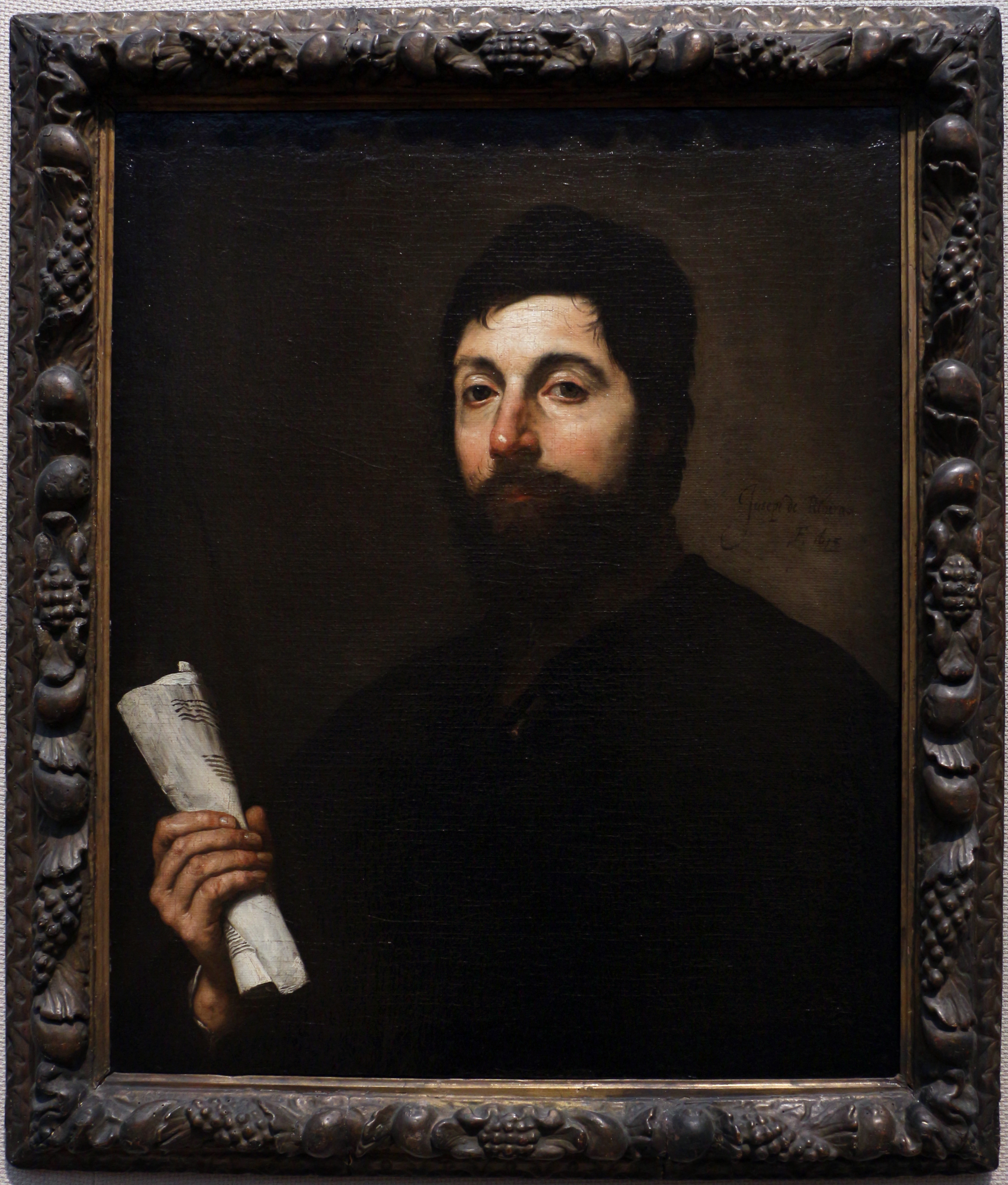
Bildnis eines Musikers, 1638, Öl auf Leinwand, 77,2 × 62,5 cm, Toledo Museum of Art (Ohio)

Die folgende Liste wurde nach den für den Artikel verwendeten Publikationen erstellt, sie erhebt keinen Anspruch auf Vollständigkeit. Von Ribera gemalte Serien von Aposteln, Philosophen, fünf Sinnen o. ä. wurden später meistens auseinandergerissen und befinden sich heute in Form von Einzelstücken über verschiedene Museen der ganzen Welt verstreut.
- Befreiung des hl. Petrus durch den Engel, 1613, Öl auf Leinwand, Galleria Borghese, Rom
- Die fünf Sinne, 1613–16, davon vier erhalten:
  - Sehen, Museo Franz Mayer, Mexiko,
  - Riechen, Collección Abelló, Madrid,
  - Fühlen, Norton Simon Museum, Pasadena,
  - Schmecken, Wadsworth Atheneum, Hartford.
- Dornenkrönung Jesu, 1616–18, Casa de las Dueñas, Sevilla
- Die Hl. Petrus und Paulus, ca. 1616–18, Musée des Beaux-Arts, Straßburg
- Mehrere Bilder für den Herzog von Osuna (früher in der Gemeindekirche von Osuna, heute: Museo Parroquial, Osuna):
  - Der hl. Hieronymus mit dem Engel des Gerichts, 1616–17,
  - Martyrium des hl. Bartholomäus, 1616–18,
  - Beweinung Christi am Kreuz (Calvario), 1618.
- Der hl. Sebastian kuriert von heiligen Frauen, 1621, Museo de Bellas Artes, Bilbao
- Grablegung Christi, National Gallery, London
- Madonna mit Kind und dem hl. Bruno, 1624, Schlossmuseum, Weimar
- Der betrunkene Silen, 1626, Museo di Capodimonte, Neapel
- Der hl. Hieronymus mit dem Engel des Gerichts, 1626, Museo di Capodimonte, Neapel
- Der hl. Hieronymus mit dem Engel des Gerichts, 1626, Eremitage, Sankt Petersburg
- Der hl. Sebastian kuriert von Irene, 1628, Eremitage, Sankt Petersburg
- Kreuzigung des hl. Andreas, 1628, Szépművészeti Múzeum, Budapest
- Martyrium des hl. Bartholomäus, um 1628–30, Galleria Palatina, Palazzo Pitti, Florenz
- Martyrium des hl. Lorenz, um 1628–30, Sanpaolo Banco di Napoli, Neapel
- Trinitas terrestris mit den Heiligen Bruno, Benedikt, Bernardinus und Bonaventura, 1630, Museo di Capodimonte, Neapel
- Lachender Philosoph (Demokrit ?), 1630, Prado, Madrid
- Hl. Andreas, um 1630–31, Prado, Madrid
- Maddalena Ventura mit ihrem Mann (auch: Bärtige Frau), 1631, Palacio Lerma (Fundación Casa Ducal de Medinaceli), Toledo
- Der Blinde von Gambassi oder Das Gefühl (aus einer Serie Fünf Sinne), 1632, Prado, Madrid
- Ixion, 1632, Prado, Madrid
- Tizio, 1632, Prado, Madrid
- Werke im Monasterio de El Escorial:
  - Jakob und die Herde des Laban, 1632,
  - Anbetung der Hirten, 1640,
  - Ekstase des hl. Franz von Assisi, 1642.
- Pietà, 1633, Museo Thyssen-Bornemisza, Madrid
- Vision des Balthasar, 1635, Erzbischöflicher Palast, Mailand
- Maria Immaculata, 1635, Kirche des Klosters der Augustinerrekolektinnen, Salamanca
- Die hl. Trinität, 1635–36, Prado, Madrid
- Der hl. Sebastian, 1636, Gemäldegalerie, Berlin
- Himmelfahrt der hl. Maria Magdalena, 1636, Real Academia de Bellas Artes de San Fernando, Madrid
- Der hl. Joseph mit dem blühenden Stab, um 1630–40, Brooklyn Museum, New York
- Ein Philosoph, 1636–37, J. Paul Getty Museum, Los Angeles
- Ein Philosoph (Aristoteles ?), 1637, Indianapolis Museum of Art
- Büßende Maria Magdalena, 1637, Museo de Bellas Artes, Bilbao
- Isaak segnet Jakob, 1637, Prado, Madrid
- Apoll und Marsyas, 1637, Museo di Capodimonte, Neapel (außerdem mehrere andere Versionen)
- Venus und Adonis, 1637, Gallerie Nazionali d’Arte Antica, Palazzo Corsini, Rom
- Gemälde für die (und in der) Certosa di San Martino, Neapel:
  - Pietà, 1637,
  - Moses und Elias, 1638,
  - zwölf alttestamentarischen Propheten für die Bögen des Kirchenschiffs, 1638–1640,
  - Hl. Sebastian, 1651
  - Apostelkommunion, 1638–51.
- Bildnis eines Musikers, 1638, Toledo Museum of Art (Ohio)
- Hl. Hieronymus, 1638, Cleveland Museum of Art
- Ein Jesuit, 1638, Museo Poldi Pezzoli, Mailand
- Hl. Johannes der Täufer, 1638, Real Monasterio de la Encarnación, Madrid
- Der hl. Franz von Assisi und der Engel mit der Wasserflasche, 1636–38, Real Academia de Bellas Artes de San Fernando, Madrid
- Alte Wucherin, 1638, Prado, Madrid
- Befreiung des hl. Petrus, 1639, Prado, Madrid
- Martyrium des hl. Philippus, 1639, Prado, Madrid
- Jakobs Traum von der Himmelsleiter, 1639, Prado, Madrid
- Büßende Maria Magdalena, 1637–40, Prado, Madrid
- Ein Ritter des Ordens von Santiago, ca. 1637–40, Meadows Museum, Southern Methodist University, Dallas
- Der Klumpfuß, 1642, Louvre, Paris
- Taufe Christi, 1643, Musée des Beaux-Arts, Nancy
- Hl. Franziskus von Assisi, 1643, Galleria Palatina, Palazzo Pitti, Florenz
- Der hl. Januarius verlässt unversehrt den feurigen Ofen, 1646, Cappella di San Gennaro im Dom zu Neapel
- Ruhe auf der Flucht nach Ägypten, 1640–1648, Colección Villagonzalo, Madrid
- Mystische Hochzeit der hl. Katharina, 1648, Metropolitan Museum of Art, New York
- Reiterporträt des Don Juan José de Austria, 1648, Patrimonio Nacional
- Anbetung der Hirten, 1650, Louvre, Paris
- Hl. Eremit, 1650, Pinacoteca del Castello Sforzesco, Mailand
- Hl. Maria von Ägypten, 1651, Museo Civico Gaetano Filangeri, Neapel
- Hl. Hieronymus als Büßer, 1652, Prado, Madrid
- Wunder des hl. Donatus von Arezzo, 1652, Musée de Picardie, Amiens
- Martyrium des heil. Laurentius und Diogenes mit der Laterne, Gemäldegalerie Alte Meister, Dresden
- Die Reue des Petrus, Alte Pinakothek, München